# Belisario
Flavio Belisario (in latino Flavius Belisarius, e in greco medievale Φλάβιος Βελισάριος; Sapareva banja, 500 circa – Costantinopoli, 13 marzo 565) è stato un generale bizantino che servì sotto Giustiniano I (527-565), considerato uno dei più grandi condottieri della storia dell'Impero romano d'Oriente.
Belisario intraprese la carriera militare giovanissimo, in qualità di soldato nel corpo di guardia dell'Imperatore Giustino I (518-527), per poi, scalando la struttura gerarchica dell'esercito bizantino, divenire magister militum (generale). Si distinse nella guerra iberica contro i Sasanidi, per poi salvare il trono dell'imperatore Giustiniano sedando con successo la rivolta di Nika (532). Successivamente, Giustiniano gli affidò il comando delle sue grandi guerre di conquista in Occidente: la prima, la guerra vandalica, combattuta contro il regno africano dei Vandali (533-534), la seconda, la guerra gotica, svoltasi nel Regno d'Italia sotto il dominio degli Ostrogoti (535-540). Le due campagne ebbero buon esito: Belisario riuscì non solo a sottomettere tutto il Nordafrica e gran parte dell'Italia, ma anche a condurre il re vandalo Gelimero e il re goto Vitige in catene ai piedi di Giustiniano. In seguito alla vittoria africana, Giustiniano gli concesse il trionfo e l'onore del consolato per l'anno 535. Richiamato a Costantinopoli, fu inviato in Oriente contro i Persiani.
Dopo due anni di guerra contro i Sasanidi, Belisario venne inviato per la seconda volta in Italia (544). A causa della scarsità di uomini e mezzi fornitigli da Giustiniano, non riuscì però a contrastare efficacemente il nuovo re dei Goti Totila, che era riuscito a riconquistare gran parte della penisola. Tornato a Costantinopoli nel 548, ricoprì negli anni successivi alcuni incarichi di tipo religioso venendo inviato presso il Papa per cercare di convincerlo ad accettare la politica religiosa dell'imperatore (Tre Capitoli). Nel 559 fu di nuovo utile all'Impero riuscendo, alla testa di un esercito formato per lo più da contadini, a scacciare un'orda di barbari che stava devastando la Tracia mettendo in grande pericolo Costantinopoli.
Nonostante il suo notevole contributo alla difesa dell'Impero, Belisario cadde più volte in disgrazia con l'imperatore: accusato di tradimento, venne però ogni volta riabilitato. Secondo una leggenda che prese vigore nel Medioevo, Giustiniano avrebbe ordinato di accecarlo, riducendolo a un mendicante, e lo avrebbe condannato a chiedere l'elemosina per le vie di Costantinopoli, oppure, secondo una variante, presso la Porta Pinciana di Roma. Sebbene la maggioranza degli storici moderni non dia credito alla leggenda, la storia della cecità divenne un soggetto popolare per i pittori del XVIII secolo. Divenne uso comune rievocare il nome di Belisario per ricordare (e condannare) l'ingratitudine mostrata da alcuni sovrani nei confronti dei loro servitori.

## Biografia

### Gioventù
Belisario nacque molto probabilmente a Germana o Germania (l'odierna Sapareva banja, in Bulgaria), una città della provincia romano-orientale della Mesia Superiore, situata presso il confine delle province della Tracia e della Macedonia II Salutaris, in una modesta famiglia romanizzata di stirpe illirica o trace. Servì sotto le armi sin da ragazzo, prestando servizio nelle file del corpo di guardia personale dell'imperatore Giustino I.
Sposò Antonina, figlia di un auriga del circo. Ebbe da lei una figlia, Giovannina. Belisario aveva anche un figliastro, Fozio, nato dal precedente matrimonio di Antonina. Si può dedurre che avesse anche una figliastra dal fatto che Antonina avesse un genero di nome Ildigero: il fatto che Ildigero fosse genero di Antonina implica, infatti, che avesse sposato una delle sue figlie, che però è certo che non fosse Giovannina; ciò, unito all'affermazione di Procopio secondo il quale Antonina ebbe molti figli prima del matrimonio con Belisario, conferma l'esistenza implicita di una figliastra.

### Guerra iberica

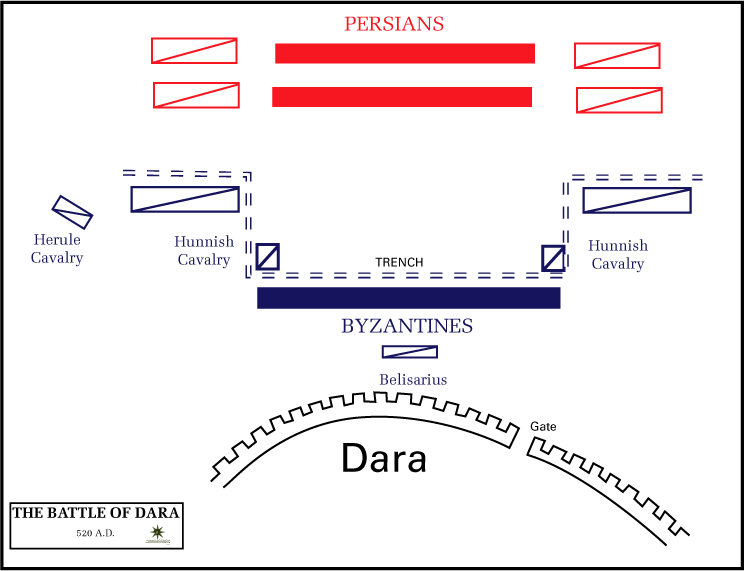
Schieramenti degli eserciti nella battaglia di Dara

Le sue prime campagne militari avvennero intorno al 526, quando, insieme al suo collega Sitta, condusse i suoi uomini a compiere un'incursione nella Perarmenia, dalla quale si ritirarono con un consistente bottino e con molti prigionieri. Una seconda campagna in Armenia, avvenuta poco tempo dopo, fu invece fallimentare, dato che le truppe di Belisario e Sitta vennero sconfitte dalle truppe sasanidi condotte da Narsete Persarmeno e Arazio, che peraltro dopo non molto tempo sarebbero passate dalla parte bizantina. Nel 527 Belisario fu nominato Dux Mesopotamiae con sede a Dara.
Uno dei suoi primi incarichi fu quello di costruire una fortezza a Mindouos per ordine del nuovo imperatore Giustiniano I (succeduto in quell'anno a Giustino I), ma non fu possibile portare a termine i lavori di fortificazione a causa dell'intervento di truppe sasanidi, che sconfissero le truppe di Belisario e rasero al suolo la fortificazione. Anche Zaccaria Scolastico parla di questa battaglia (avvenuta a nord di Nisibi), ma, insieme a Giovanni Malala, afferma che, prima ancora di questa sconfitta, Belisario perse una battaglia contro i Persiani a Tanurin (a sud di Nisibi), di cui Procopio non parla. Gli studiosi ritengono che avvennero due battaglie distinte, e che Procopio abbia fatto confusione tra le due battaglie, attribuendo erroneamente alcuni eventi della battaglia di Tanurin a quella di Mindouos.
Secondo il resoconto di Zaccaria Scolastico, l'esercito bizantino, posto sotto il comando di Belisario, di Cutzes (fratello di Buze), Basilio, Vincenzo, e altri comandanti, e rinforzato dagli alleati saraceni condotti da Atafar, marciò attraverso il deserto di Thannuris (Tanurin) per confrontarsi con i Persiani; quando i Persiani ne vennero a conoscenza, escogitarono un tranello, in cui l'esercito bizantino cadde in pieno, subendo perdite considerevoli: entrando nelle trincee persiane a tutta velocità, i Bizantini caddero nelle buche allestite dai difensori, venendo presi prigionieri. Cutzes fu così ucciso. Nella battaglia cadde anche il comandante saraceno Atafar, mentre tentava la fuga. Solo i cavalieri riuscirono a fuggire a Dara con Belisario, mentre i fanti furono o massacrati o fatti prigionieri. Poiché Procopio accusa Buze e Cutzes di essere stati troppo «imprudenti nello scontrarsi con il nemico», è possibile che la colpa della sconfitta fu attribuita soprattutto a loro, poiché avevano fatto cadere i loro soldati nella trappola persiana per eccesso di imprudenza, mentre Belisario non sembrerebbe aver ricevuto rimproveri per il suo operato. Sempre Zaccaria Scolastico, nello stesso capitolo, scrive che Belisario era un generale incorruttibile e non permetteva al suo esercito di commettere violenze ai danni dei contadini; inoltre, ci informa che all'epoca Belisario aveva al suo seguito Salomone, un eunuco proveniente dalla fortezza di Edribath, da cui veniva consigliato.
Nel 529 ottenne la prestigiosa carica militare di magister militum per Orientem e ricevette l'ordine di marciare contro i Persiani. Belisario, allestito un esercito poderoso, si recò a Dara insieme al magister officiorum Ermogene, che lo assistette nell'organizzazione delle truppe; qui ricevette la notizia che i Persiani intendevano prendere d'assalto proprio la città di Dara. Era il giugno 530. Il comandante persiano era talmente sicuro della propria vittoria che il giorno precedente alla battaglia inviò a Belisario un messaggio sfrontato nel quale gli chiedeva di preparargli il bagno per il giorno successivo, certo che sarebbe riuscito a penetrare nelle mura. Belisario aveva invece ben allestito le difese, facendo scavare intorno alla città un alto fossato dotato di parecchie uscite, il cui scopo era di ostacolare la mobilità della cavalleria che costituiva uno dei punti di forza dell'esercito persiano. Belisario aveva a disposizione 25 000 soldati, e si trovava pertanto in inferiorità numerica rispetto all'armata persiana che poteva contare su 40 000 uomini. Anche in virtù di ciò, nonché in conformità al suo credo tattico, Belisario combatté una battaglia principalmente difensiva, studiando nei minimi dettagli un piano che potesse garantirgli con un alto grado di probabilità la vittoria: il fossato fu scavato in modo tale da favorire che la battaglia prendesse la direzione prevista dal generale e che le mosse dei Persiani fossero costrette e quindi prevedibili.
Dopo aver respinto un primo assalto persiano, il terzo giorno la battaglia entrò nella fase decisiva. Belisario aveva previsto che i Persiani avrebbero probabilmente attaccato a mezzogiorno, sperando di trovare l'esercito bizantino intento nel pasto e quindi impreparato, e in questo modo riuscì a sventare il piano persiano. Inoltre, Belisario accettò il suggerimento del comandante degli Eruli, Faras, di nascondere gli Eruli dietro una collina in modo che nel momento più opportuno assalissero da dietro il nemico, e questo accorgimento si rivelò determinante: dopo le prime fasi equilibrate dello scontro, caratterizzato dal lancio di dardi e di lance, avvenne l'attacco a sorpresa degli Eruli posizionati dietro la collina, che mise in seria difficoltà i Persiani; dopo che l'esercito sasanide ebbe già perso tremila uomini, il comandante persiano decise di spostare gli Immortali (il corpo di guardia personale del re persiano), fino a quel momento mantenuti in riserva, nell'ala sinistra e ordinò loro di caricare l'ala destra bizantina; dopo alcuni successi iniziali, l'ala sinistra persiana fu messa in fuga dai soldati che fino a quel momento si erano tenuti inoperosi dentro il fossato; l'esercito persiano batté allora in ritirata e, nel corso della loro fuga, altri 5 000 soldati persiani perirono inseguiti dall'esercito di Belisario. Belisario era riuscito così a difendere l'importante fortezza di Dara dall'assalto nemico.
Nella primavera del 531 un esercito di 15 000 cavalieri persiani condotto da Azarete e rafforzato dagli alleati Lakhmidi condotti dal loro capo Alamundaro (al-Mundhir), invase il territorio bizantino, non attraversando però, come nelle precedenti scorrerie, la Mesopotamia, bensì la Commagene: il loro obbiettivo era saccheggiare le città siriane e soprattutto la più importante di esse, Antiochia. Belisario, dopo una iniziale esitazione sul da farsi, decise di andare incontro all'invasore alla testa di un esercito di 20 000 soldati, ma al contempo non trascurò di munire di adeguati presidi le fortezze della Mesopotamia in modo che non rimanessero esposte, prive di difese, a un'eventuale incursione a sorpresa per mano di un'altra armata persiana. I Persiani, ritenendo poco prudente affrontare in battaglia l'esercito bizantino, superiore numericamente, decisero allora di ritirarsi dalla zona; parimenti anche il generale bizantino riteneva contrario al suo credo tattico rischiare uno scontro in campo aperto contro un nemico che si stava già ritirando, e si accontentò di affrettare la loro ritirata inseguendoli ma prestando attenzione a non raggiungerli.
Dopo molti giorni di cammino, i Persiani erano ormai giunti nei pressi di Callinicum, città nei pressi dell'Eufrate, prossimi ad attraversare il fiume per ritornare in territorio persiano; ma Belisario, che si trovava in quel momento nella città di Sura, si trovò di fronte all'insubordinazione delle truppe, che intendevano imprudentemente rischiare una battaglia in campo aperto contro un nemico che si stava già ritirando. Secondo la versione di Procopio, il condottiero avrebbe tentato di persuadere i suoi soldati che non fosse opportuno affrontare un pericolo non necessario, dato che i Persiani stavano già battendo in una ritirata affrettata e di conseguenza, «se li costringiamo contro la loro volontà ad abbandonare il loro proposito di ritirarsi ed a venire a battaglia con noi, non otterremo alcun vantaggio se vinceremo (perché, del resto, uno dovrebbe sconfiggere un fuggitivo?), mentre se dovessimo perdere, cosa che può accadere, noi saremo privati della vittoria che ora abbiamo ottenuto, non essendone derubati dal nemico, ma avendola gettata via noi stessi, ed inoltre abbandoneremo la terra dell'imperatore aperta in futuro agli attacchi del nemico senza difensori». I soldati, tuttavia, non furono convinti dal discorso di Belisario, il quale, perso il controllo delle proprie truppe, fu costretto ad acconsentire alle loro richieste di scontrarsi in battaglia.
La conseguente battaglia di Callinicum, combattuta il giorno di Pasqua (19 aprile 531), fu decisa in favore dei Persiani dalla fuga dal campo di battaglia, conseguente a una carica dell'esercito persiano, delle truppe ghassanidi facenti parte dell'esercito bizantino, che mise scompiglio nell'esercito di Belisario; in breve tempo la cavalleria, messa in enormi difficoltà, fu costretta alla fuga, lasciando la sola fanteria a combattere; quest'ultima, disponendosi in una particolare formazione a testuggine, detta fulcum, riuscì comunque a reggere agli attacchi persiani fino all'arrivo della notte, quando entrambe le armate si ritirarono; l'esercito bizantino riuscì a fuggire su un'isola sull'Eufrate grazie alla previdenza di Belisario che aveva fatto disporre numerose imbarcazioni sul fiume. La battaglia era così terminata con una sconfitta per i Bizantini, i quali erano tuttavia riusciti a infliggere pesanti perdite all'esercito persiano. Le perdite subite nel corso della battaglia costarono caro sia a Belisario sia al generale persiano Azarete: il primo fu rimosso dal comando dell'esercito d'Oriente e richiamato a Costantinopoli, mentre il secondo, al ritorno a Ctesifonte, cadde in disgrazia presso il re persiano, giacché non solo non aveva conquistato nessuna fortezza ma aveva subito anche pesanti perdite nella battaglia contro Belisario.
Le cause della sconfitta subita vanno ricercate soprattutto nel fatto che Belisario, a differenza di Dara, non ebbe la possibilità e il tempo di studiare attentamente il campo di battaglia o di prendere misure tali da aumentare le possibilità di vittoria, per esempio riducendo la mobilità della cavalleria persiana (come aveva fatto con il fossato che aveva fatto scavare a Dara); inoltre, mentre a Dara Belisario, essendo su una collina, era in una posizione tale da fargli avere una visione complessiva del campo di battaglia e dell'andamento dello scontro e da permettergli di dare ordini opportuni e tempestivi ai suoi soldati, a Callinicum non ebbe tale possibilità. Belisario, a ogni modo, combatté ancora una volta una battaglia principalmente difensiva.
Le fonti divergono sulle responsabilità di Belisario: Procopio afferma che Belisario sarebbe rimasto sul campo di battaglia fino alla fine dello scontro, mentre al contrario Giovanni Malala lo accusa di essere fuggito vilmente abbandonando la fanteria. Non è da escludere che Procopio possa aver mentito su questo punto, per ridurre le responsabilità di Belisario, anche perché lo stesso storico di Cesarea omette opportunamente l'inchiesta condotta da Costanziolo. L'inchiesta indagò sulle responsabilità di Belisario sulle sconfitte a Tanurin e a Callinicum e il generale si difese attribuendo la sconfitta di Callinicum all'insistenza dei soldati a combattere una battaglia non necessaria, versione confermata da Ermogene che intervenne in sua difesa; alla fine Belisario fu prosciolto dalle accuse, ma fu comunque rimosso dal comando dell'esercito d'Oriente e richiamato a Costantinopoli. La sconfitta subita, in ogni modo, non ebbe per Bisanzio effetti negativi a lungo termine, dato che gli stessi vincitori persiani, oltre a non aver conquistato alcuna città, avevano subito pesanti perdite. Nel 532, con la stipula della cosiddetta «pace eterna» tra Giustiniano e il nuovo sovrano persiano Cosroe I, ebbe termine la guerra iberica.

### Rivolta di Nika

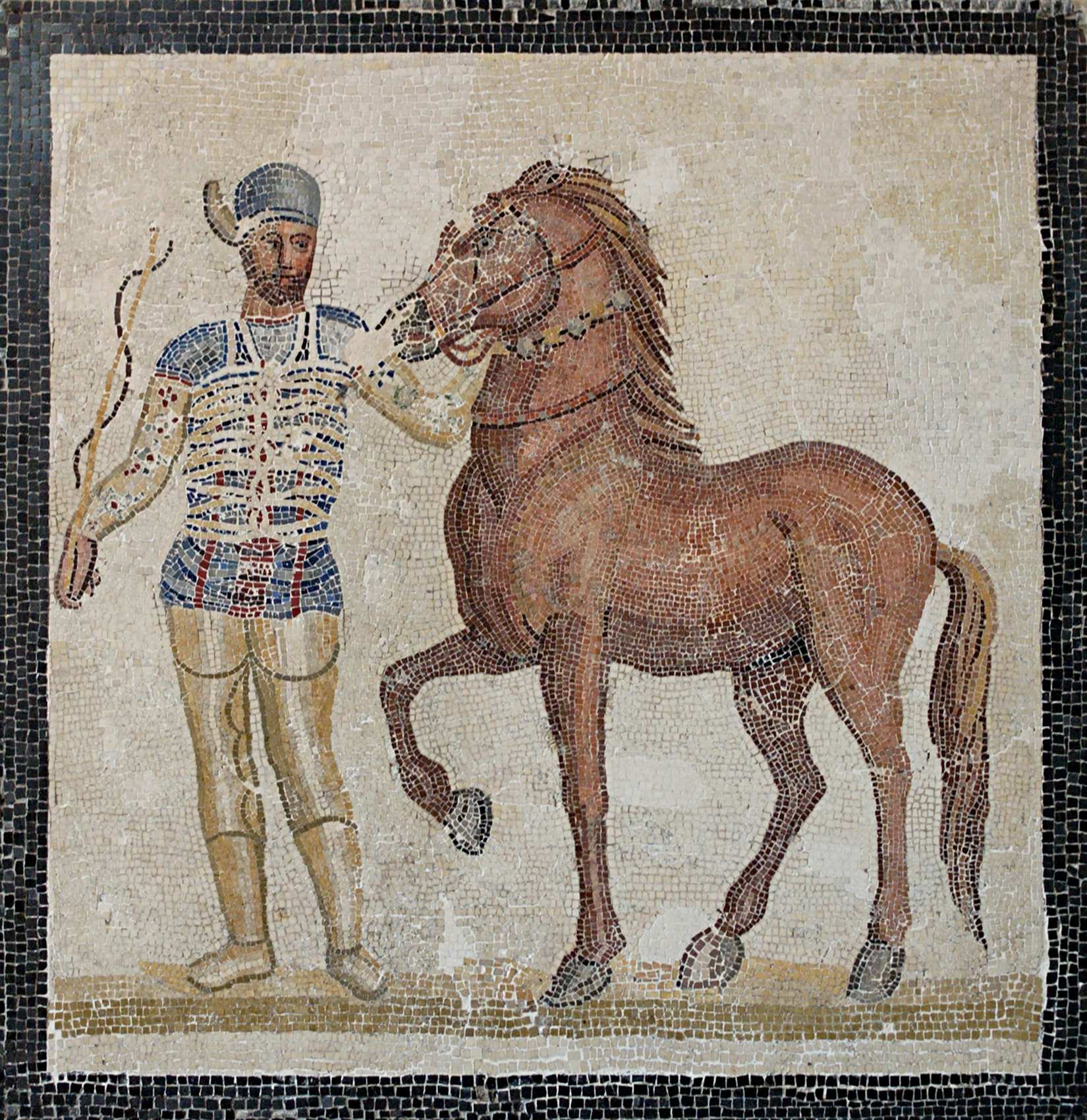
Auriga del circo. Le fazioni del circo generarono enormi disordini a Costantinopoli, minacciando persino di deporre Giustiniano.

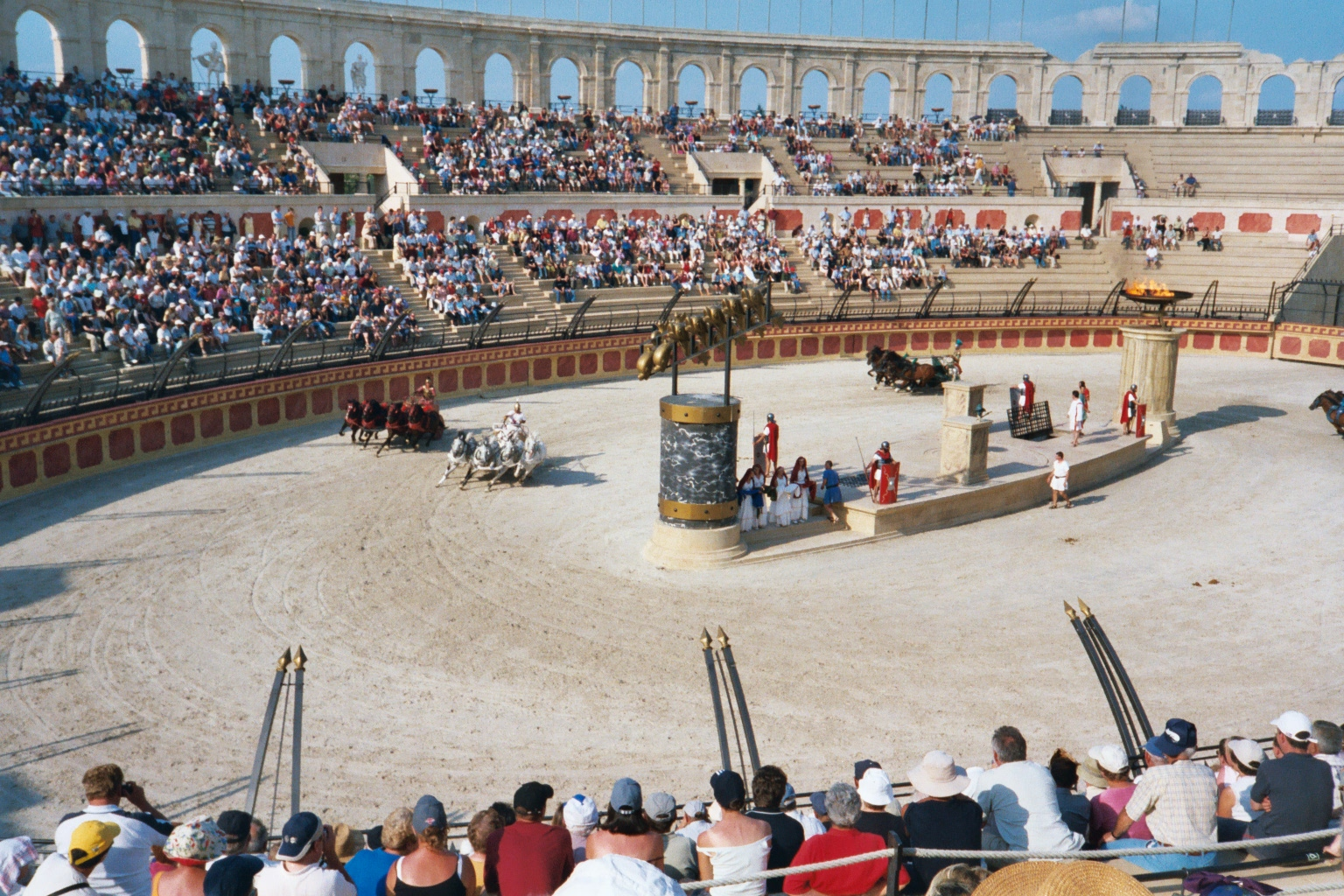
Corsa dei carri

L'11 gennaio 532 aveva un ruolo da ufficiale quando, all'inaugurazione dei giochi di Costantinopoli, scoppiò la rivolta di Nika; essa prese spunto dalle rivalità presenti fra le diverse tifoserie nelle corse dei carri al Circo. I disordini che ne scaturirono durarono sei giorni, e arrivarono quasi a rovesciare il trono dell'imperatore Giustiniano I; i ribelli avevano proclamato imperatore Ipazio, nipote dell'imperatore Anastasio (491-518), e Giustiniano, ormai sfiduciato, aveva deciso di abbandonare il trono e la capitale; tuttavia un discorso di Teodora, nel quale l'Augusta dichiarava di preferire la morte all'esilio e alla perdita della dignità regale, fu sufficiente a convincere l'Imperatore a non arrendersi; egli dunque ordinò a Belisario e al magister militum per Illyricum, Mundo, di reprimere nel sangue la rivolta. L'impresa ebbe successo, come narra Procopio:
(Procopio, De bello Persico, I, 24. Traduzione di Antonino Marletta.)

### Campagna d'Africa

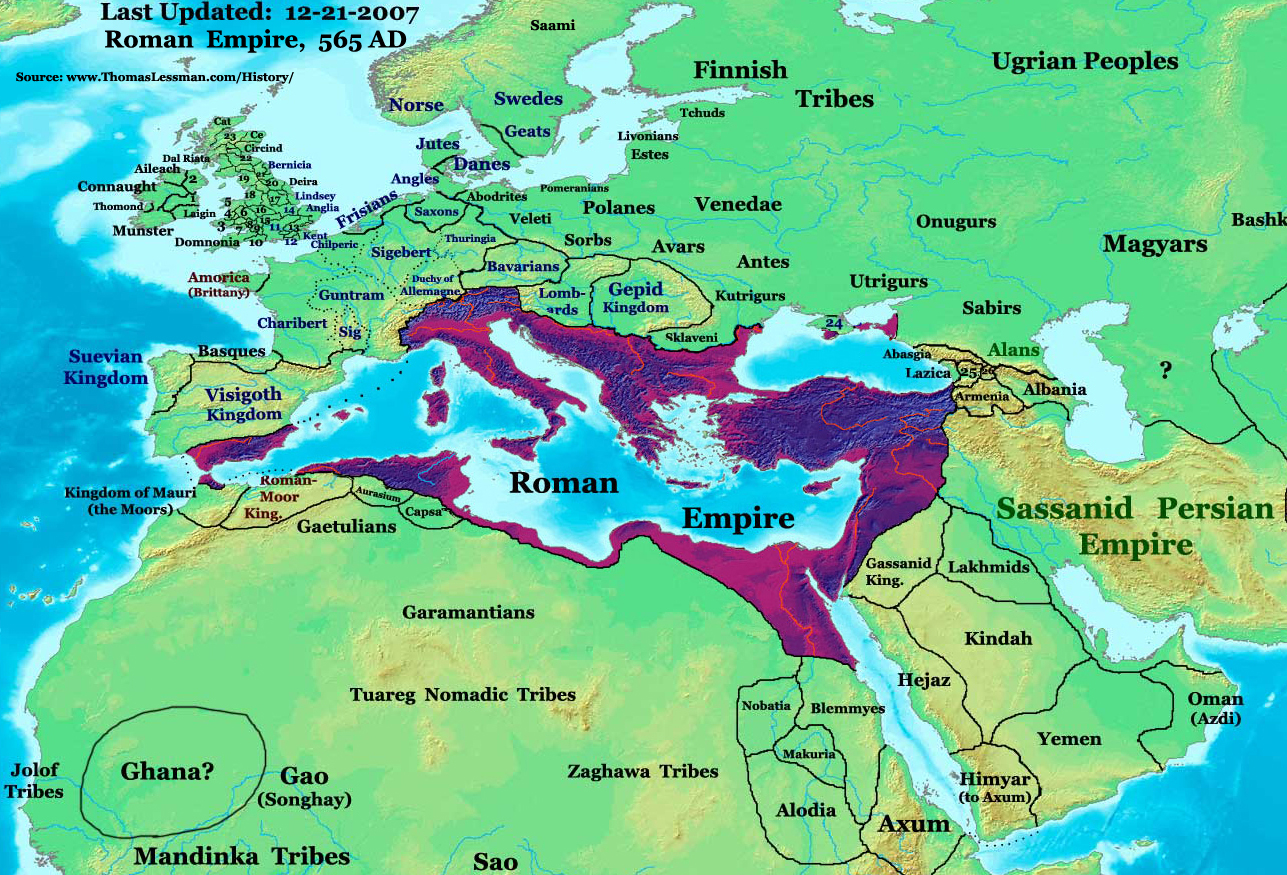
L'Impero nel 565, alla morte di Giustiniano

Le sue capacità gli valsero il comando di una imponente spedizione contro il regno dei Vandali, organizzata nel 533-534. Sui motivi che spinsero Giustiniano ad affidare il comando proprio a Belisario è possibile formulare solo ipotesi. Belisario era stato appena prosciolto dall'inchiesta che aveva indagato sulle sue responsabilità nella sconfitta di Callinicum, e inoltre aveva dimostrato la propria fedeltà nella repressione della rivolta di Nika; e, anche se non era riuscito sempre vittorioso contro i Persiani, nella battaglia di Dara aveva dimostrato delle indubbie potenzialità, che potrebbero aver spinto Giustiniano a rinnovargli la fiducia; inoltre, non è da escludere che nella scelta di Giustiniano influisse anche il fatto che, a dispetto della maggioranza degli altri ufficiali (che erano di madrelingua greca), Belisario fosse di madrelingua latina, e che quindi potesse accattivarsi con maggiore probabilità il favore delle popolazioni native dell'Africa che parlavano appunto il latino. Comunque siano andate le cose, il generale riottenne la carica di magister militum per Orientem, anche se non è nota la data della sua riassunzione (è attestato detenere di nuovo questa carica a partire dal febbraio 533), e con tale titolo allestì i preparativi per la spedizione contro i Vandali. L'Imperatore gli diede inoltre pieni poteri, conferendogli inoltre un nuovo titolo, equivalente a quello di Imperator, che Procopio denomina strategos autokrator ("generalissimo"). I Bizantini, all'interno del progetto di Giustiniano di recuperare l'egemonia imperiale romana sulle regioni del Mediterraneo (Renovatio Imperii), possedevano motivazioni sia politiche, sia militari per imbastire e attuare un tale piano di conquista. Il re vandalo Ilderico, favorevole all'autorità di Costantinopoli, era stato deposto e assassinato dall'usurpatore Gelimero, fornendo a Giustiniano un pretesto legale per intervenire. In ogni caso Giustiniano ambiva al controllo del territorio dei Vandali nel Nordafrica, vitale per garantire ai Bizantini l'accesso al Mediterraneo occidentale.
Nel giugno del 533 Belisario salpò per l'Africa: dopo una sosta in Sicilia, il 31 agosto 533, sbarcò nella città di Leptis Magna (nell'odierna Libia), a partire dalla quale marciò lungo la costa verso la capitale dei Vandali, Cartagine. I Bizantini furono favoriti da rivolte contro la dominazione vandalica scoppiate in Tripolitania e in Sardegna, che ottennero ben presto il sostegno imperiale e che costrinsero i Vandali a dividere le loro forze su più fronti. Inoltre il grosso della flotta vandalica, contenente 5 000 soldati, era partita per reprimere la rivolta in Sardegna, mentre una buona parte dell'esercito vandalico, alla testa di re Gelimero, era impegnato in Bizacena a combattere contro i Mauri. Approfittando del fatto che la potente flotta vandalica fosse in quel momento impegnata a reprimere la rivolta in Sardegna, i Bizantini riuscirono a sbarcare in Africa senza difficoltà, marciando rapidamente verso Cartagine. Durante l'avanzata Belisario, determinato a non alienarsi l'appoggio dei Romani dell'Africa, punì prontamente alcuni soldati rei di aver commesso violenze ai loro danni al fine di disincentivarne la reiterazione. La fermezza del generale nel far rispettare la disciplina diede i suoi frutti, e fino alla fine del conflitto i suoi soldati si astennero dal molestare le popolazioni locali di lingua latina.

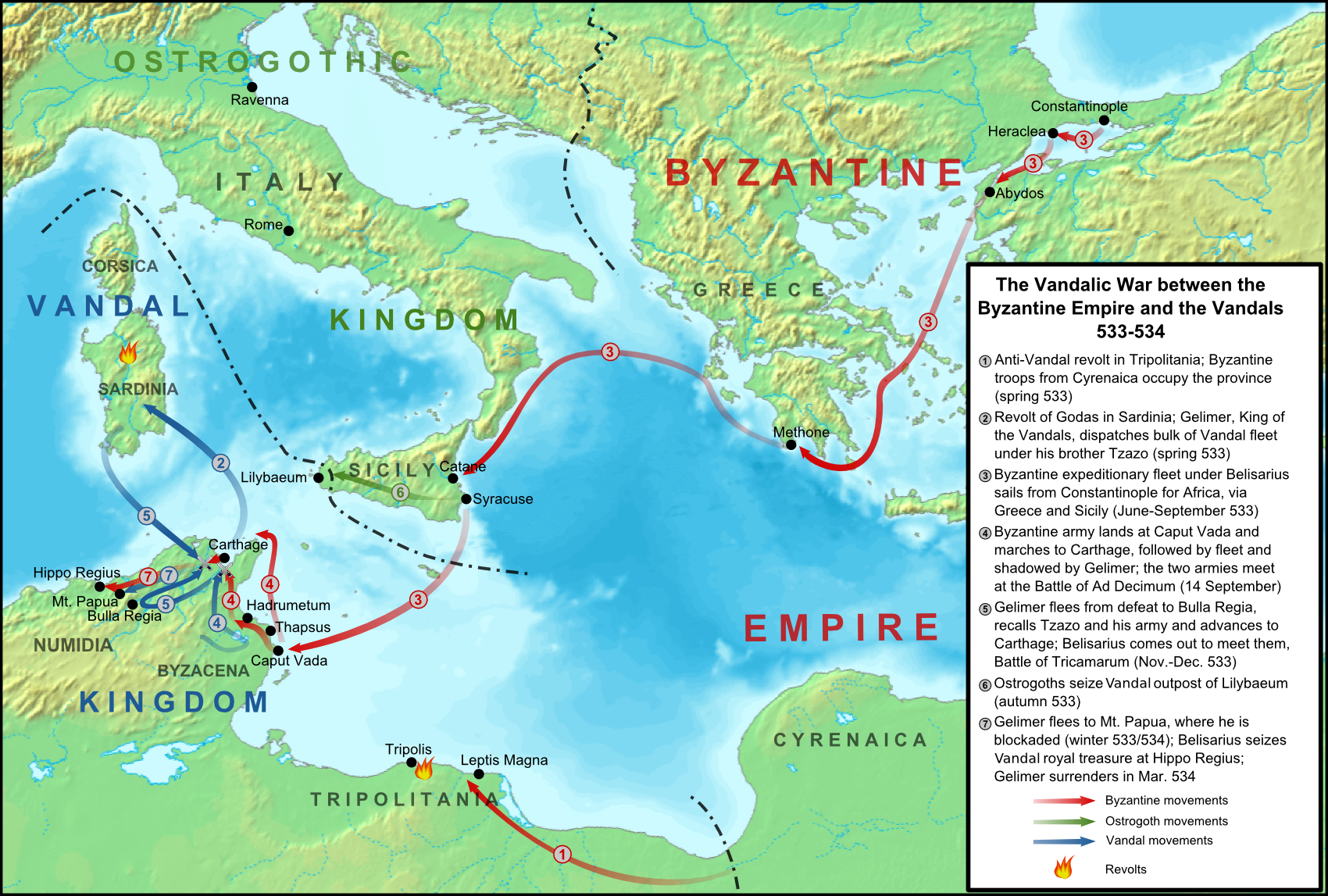
Movimenti di truppe durante la guerra vandalica

A dieci miglia da Cartagine, le forze di Gelimero (che aveva appena ucciso Ilderico) e quelle bizantine si scontrarono nella battaglia di Ad Decimum il 13 settembre 533. Gelimero aveva intenzione di attaccare contemporaneamente su tre lati con tre differenti armate l'esercito bizantino proprio laddove la strada si restringeva, togliendo così al nemico ogni via di fuga. Il piano era ingegnoso ma la mancanza di coordinazione tra le tre armate vandaliche e il fatto che Belisario avesse mandato in avanguardia alcuni contingenti per ridurre il rischio di imboscate lo fecero fallire. Le armate vandaliche di Ammata e Gibamundo, poco consistenti, si imbatterono infatti in due reggimenti bizantini mandati in avanguardia e furono da essi messi in fuga. Nel frattempo Belisario, disprezzando la propria fanteria, aveva deciso di non utilizzarla nello scontro con i Vandali, collocandola in un accampamento fortificato. Decise poi di inviare in avanguardia i Foederati, ma costoro si imbatterono nell'esercito di Gelimero e furono da essi messi in fuga. I Bizantini rischiarono la sconfitta, ma Gelimero fu distratto dalla notizia della morte di suo fratello in battaglia, e non si curò di inseguire i fuggitivi, perdendo una notevole opportunità. Lo sbandamento che seguì consentì all'esercito del generale bizantino di ricompattarsi, di vincere la battaglia e di conquistare Cartagine. Vi fece il suo ingresso trionfale domenica 15 ottobre 533, accompagnato dalla moglie Antonina, avendo scelto di risparmiare Cartagine dal saccheggio e dal massacro.
Belisario provvedette immediatamente a riparare le mura della città per renderla in grado di sostenere un possibile assedio. Nel frattempo Gelimero, fuggito nella pianura di Bulla Regia, richiamò l'esercito di suo fratello Zazo, che aveva appena represso la rivolta in Sardegna, e, rinforzato dalle sue truppe, marciò verso Cartagine. Tagliò l'acquedotto e bloccò l'arrivo di rifornimenti nella città, sperando di prenderla per fame. A metà dicembre Belisario decise di porre fine alla guerra marciando contro l'esercito di Gelimero, accampato a Ticameron. Belisario ancora una volta lasciò indietro la fanteria, combattendo unicamente con la cavalleria; la fanteria arrivò sul campo di battaglia unicamente a battaglia già decisa. Dopo ripetute cariche, i cavalieri corazzati bizantini riuscirono a rompere le linee nemiche, provocando la fuga dei Vandali e saccheggiando il loro accampamento. Belisario tuttavia stentò a riportare la disciplina nel suo esercito, intento a razziare l'accampamento vandalico, e temette che i Vandali ne avrebbero approfittato per attaccarli; ciò tuttavia non si verificò. Gelimero fuggì sul Monte Papua, dove avvenne la sua resa, all'inizio del 534. Le province del Nordafrica, la Sardegna, la Corsica e le Isole Baleari ritornarono così sotto il dominio romano.
Anche se è degno di nota il fatto che Belisario fosse riuscito a conquistare l'Africa ai Vandali con la sola cavalleria, e quindi con meno di diecimila soldati, non va tuttavia trascurato che nei momenti decisivi di entrambe le battaglie i comandanti vandali diedero libertà di iniziativa ai Bizantini, e che l'esito vittorioso, soprattutto nella battaglia di Ad Decimum, fosse dovuto in larga parte alla fortuna. Il re vandalo aveva pianificato attentamente l'imboscata da tendere ai Bizantini ad Ad Decimum, e l'esito dello scontro sarebbe risultato molto probabilmente in favore dei Vandali se solo ci fosse stata una maggiore coordinazione delle forze vandale, che invece non attaccarono con il giusto tempismo. Inoltre, se Gelimero non fosse rimasto sconvolto per la perdita del fratello Ammata, e avesse inseguito immediatamente l'esercito di Belisario, i Vandali avrebbero potuto vincere la battaglia. Va tuttavia riconosciuto a Belisario il merito di non aver perso la calma e la capacità di giudizio nel corso di una battaglia in cui a un certo punto era stato sull'orlo della sconfitta e di aver saputo sfruttare le opportunità che gli si erano presentate per far volgere la battaglia a suo favore. Anche nella battaglia di Ticameron Belisario commise l'errore di non tenere unite le truppe a propria disposizione, lasciando indietro la fanteria, che disprezzava, e combattendo unicamente con la cavalleria. Belisario, inoltre, non riuscì a mantenere in ordine le truppe mentre razziavano l'accampamento nemico dopo la vittoria. Se i Vandali, invece di fuggire, si fossero resi conto dello stato di disordine dell'esercito bizantino mentre saccheggiava il loro accampamento e lo avessero attaccato, avrebbero potuto capovolgere l'esito della battaglia. Tuttavia, anche se Belisario fu assistito dalla fortuna e da alcuni errori di valutazione di re Gelimero, che non riuscì a sfruttare le opportunità che gli si erano presentate, è indubbio che ebbe notevoli meriti nel mantenere la coesione e la disciplina nel proprio esercito eterogeneo, costituito in buona parte da alleati barbari.

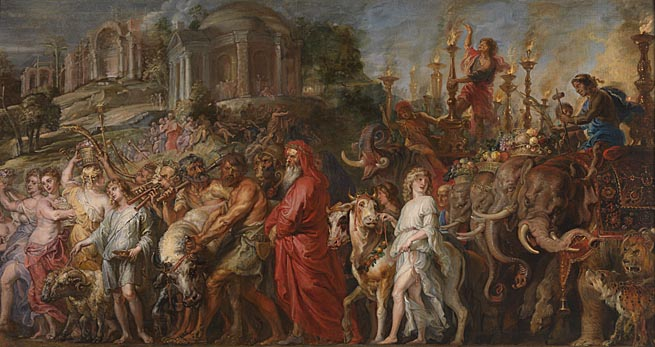
Un tipico trionfo romano. Dipinto di Rubens, National Gallery, Londra.

Tuttavia i successi di Belisario suscitarono l'invidia dei sottufficiali, che diffusero la voce, giunta anche alla corte di Giustiniano, che il condottiero aspirasse al trono d'Africa; Giustiniano, nell'ordinargli di spedire a Costantinopoli i proventi della conquista e i prigionieri di guerra, tra cui spiccava il re vandalo Gelimero, lo pose di fronte a una scelta: o ritornare immediatamente a Costantinopoli o rimanere in Africa. Il generale, venuto a conoscenza delle voci infamanti sul proprio conto, decise di ritornare immediatamente a Costantinopoli per non rinfocolare i sospetti. Un ritorno così rapido alla capitale persuase Giustiniano dell'infondatezza delle accuse a carico del generale e concesse a Belisario il trionfo. Era la prima volta dai tempi di Augusto che un cittadino privato riceveva tale onore. La processione trionfale partì dalla casa di Belisario e si diresse verso l'ippodromo, dove il comandante vittorioso si sarebbe prostrato di fronte a Giustiniano e all'imperatrice Teodora. Al conquistatore dell'Africa non venne però concesso l'uso di un carro trainato da elefanti, come in un trionfo normale; egli marciò a piedi alla testa dei suoi compagni; immediatamente dopo seguivano le prede di guerra e subito dopo i prigionieri vandali; tra questi, era facilmente distinguibile il loro re, Gelimero, vestito di porpora. Arrivato all'ippodromo, Belisario si prostrò di fronte ai sovrani.
Nel 535 venne nominato console.

### Prima campagna d'Italia

#### Conquista della Sicilia e ribellione in Africa (535-536)

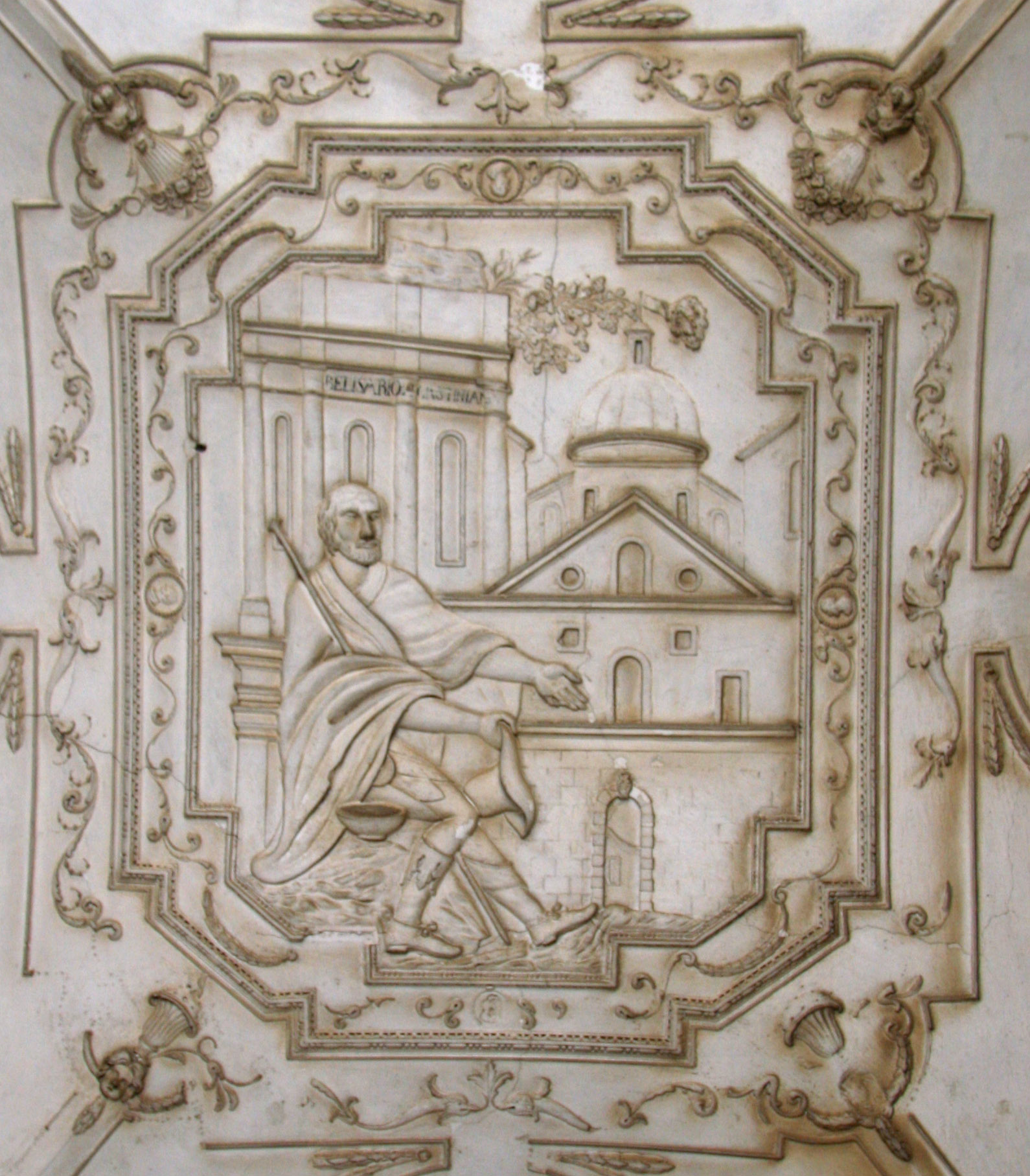
Rappresentazione di Belisario a Palazzo Beneventano del Bosco, a Siracusa

Giustiniano, nel tentativo di restaurare quanto più possibile dell'Impero romano d'Occidente, nel 535 affidò a Belisario, console per quell'anno, il comando della spedizione per la riconquista della Sicilia e dell'Italia contro gli Ostrogoti. Ancora una volta, Belisario ricevette pieni poteri, come conferma anche il fatto che Procopio lo definisca strategos autokrator (che potrebbe essere tradotto con "generalissimo"). Belisario salpò per l'Italia alla testa di 7 200 cavalieri e di 3 000 fanti. Belisario ricevette l'ordine da Giustiniano di fingere che la propria flotta fosse in realtà diretta a Cartagine, ma, una volta giunto in prossimità della Sicilia, avrebbe dovuto simulare uno sbarco tecnico sull'isola; una volta sbarcato, avrebbe dovuto tentare di conquistare l'isola e, in caso di fallimento, reimbarcarsi per Cartagine. Il generale bizantino conquistò in breve tutta la Sicilia. In particolare, la conquista di Palermo venne raggiunta grazie a un'astuzia: le scialuppe vennero issate con funi e carrucole fino alla cima degli alberi delle navi, e furono stipate di arcieri, che da quella posizione dominante sovrastavano le mura della città. Entrato a Siracusa, Belisario, per celebrare il suo ultimo giorno da console, distribuì medaglie d'oro alla plebe che, essendo scontenta della dominazione ostrogota, lo aveva accolto da liberatore. Belisario svernò a Siracusa, nel palazzo degli antichi re della città.
In primavera fu però costretto a interrompere la sua avanzata in Italia per recarsi in Africa a sedare una grave rivolta dell'esercito africano, che aveva costretto il magister militum Africae Salomone a fuggire a Siracusa per implorare l'intervento di Belisario. Giunto a Cartagine con 1 000 soldati, mise subito in fuga i ribelli, comandati da Stoza, che la stavano assediando; tuttavia, prima di ottenere una vittoria definitiva sui rivoltosi, venne richiamato in Sicilia per sedare un'altra rivolta scoppiata in sua assenza. La rivolta in Africa venne poi sedata definitivamente dal cugino di Giustiniano, Germano.
Nel frattempo, il Re degli Ostrogoti Teodato, temendo di seguire la sorte di Gelimero, accettò di cedere all'Impero d'Oriente la Sicilia e sembrava addirittura disposto a cedere l'Italia intera ai Bizantini in cambio di una pensione di 1 200 libbre d'oro. Tuttavia la notizia della sconfitta inflitta ai Bizantini in Dalmazia indusse Teodato a rivalutare tale scelta e a respingere gli ambasciatori bizantini a lui inviati per concludere la pace. La guerra di conseguenza continuò.

#### Presa di Napoli e Roma (536-537)

Movimenti di truppe durante la prima fase della guerra gotica

Belisario, dopo aver atteso l'esito delle trattative tra Teodato e l'Imperatore, ricevette l'ordine di invadere anche la penisola italiana; salpando da Messina, fece rotta verso Reggio Calabria, dove era pronto ad attenderlo un esercito ostrogoto sotto il comando del genero di Teodato, Ebrimuth, il quale, tuttavia, non oppose resistenza e disertò. Belisario avanzò rapidamente verso Napoli, non trovando quasi alcuna opposizione: gli abitanti, scontenti del malgoverno ostrogoto, si arresero facilmente ai Bizantini, adducendo come pretesto il cattivo stato delle mura.
Sotto il comando di Belisario, la cui tattica era basata sulla guerra di posizione, i Bizantini evitavano per quanto possibile lo scontro in campo aperto con il nemico, cercando piuttosto di logorarlo con azioni di guerriglia; inoltre assediavano e conquistavano sistematicamente tutti i centri fortificati che incontravano sul loro cammino, per non correre il rischio di essere attaccati alle spalle da eserciti ostili. La conquista delle città costiere poteva risultare essenziale per garantire il rifornimento (tramite la flotta) all'esercito imperiale, ma i centri conquistati potevano essere utilizzati anche per logorare l'esercito nemico assediante con piccole sortite fuori le mura.
Durante l'assedio di Napoli, Belisario diede udienza ai deputati del popolo, che lo esortarono a cercare il re ostrogoto, vincerlo, e dopo rivendicare come proprie Napoli e le altre città, invece di perdere tempo ad assediarla. Il discorso non convinse Belisario che, sulla base della propria strategia militare, era ben deciso a conquistare tutte le fortezze lungo il tragitto, per non lasciarsi eserciti ostili alle spalle. Dopo alcune fallimentari negoziazioni, Belisario cominciò l'assedio, tagliando l'acquedotto; ma la città, dotata di buone mura, resistette a numerosi assalti, in cui l'esercito imperiale subì perdite non trascurabili. Dopo venti giorni di assedio, Belisario, impaziente di marciare contro Roma, era sul punto di rinunciare alla presa di Napoli, quando un isaurico facente parte dell'esercito bizantino riferì al suo generale della possibilità di aprirsi un passaggio per entrare in città attraverso l'acquedotto; fu in questo modo che la notte successiva 400 soldati bizantini riuscirono nell'impresa di penetrare in città e di aprire le porte ai loro compagni. I soldati, fatta irruzione a Napoli, non mancarono di commettere uccisioni, e gli alleati Unni si distinsero particolarmente in questo; Belisario, però, riuscì a fermare la strage in corso, ordinando ai suoi soldati di impadronirsi di tutto l'oro e l'argento della città, premio per il loro valore, ma di risparmiare gli abitanti, che erano cristiani come loro. I napoletani uccisi prima che le parole di Belisario riuscissero a fermare i soldati dovettero essere comunque molti, se si vuole prestare fede a una tarda fonte che sostiene che, in seguito al sacco, la città dovette essere ripopolata con persone provenienti dall'Africa, dalla Sicilia e dall'Italia meridionale.
Nel frattempo gli Ostrogoti di Roma e della provincia di Campania, delusi per l'inazione di Teodato, lo detronizzarono e lo uccisero, eleggendo come suo successore Vitige, un guerriero distintosi nelle campagne militari contro i Gepidi. Belisario, dopo aver fatto fortificare Cuma e Napoli, si diresse verso Roma dove, nel dicembre 536, venne acclamato come un liberatore, e gli furono aperte le porte nonostante la presenza della guarnigione ostrogota in città. Il Capitano della guarnigione ostrogota, Leutari, venne inviato a Costantinopoli per consegnare le chiavi della Città Eterna a Giustiniano. La liberazione di Roma dagli Ostrogoti venne festeggiata con i Saturnalia, e a essa fecero subito seguito la sottomissione di città come Narni, Perugia e Spoleto.

#### Assedio di Roma (537-538)

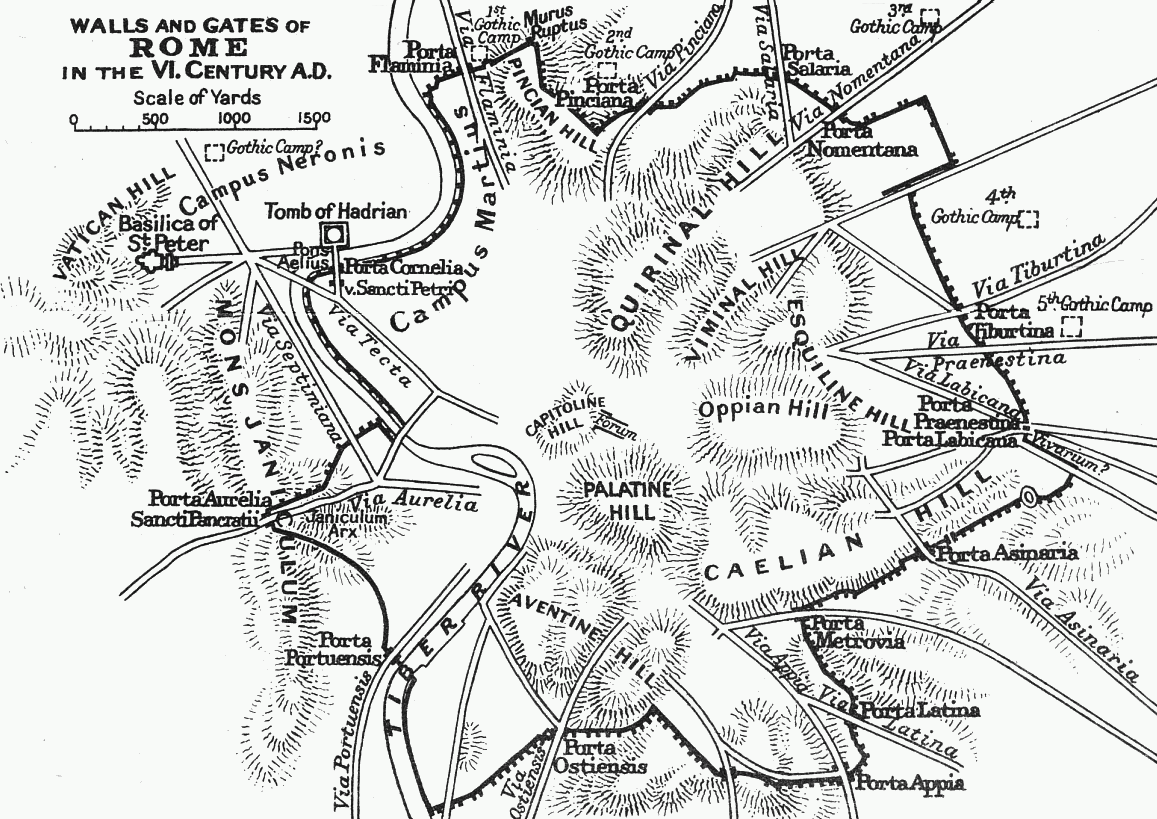
Pianta delle mura di Roma durante l'assedio del 537-538 comprendente anche gli accampamenti ostrogoti

Belisario era tuttavia consapevole che ben presto avrebbe dovuto subire la controffensiva gota, condotta da re Vitige, volta a riconquistare la Città Eterna. Il generale, una volta insediatosi nella Domus Pinciana, all'estremo nord di Roma, diede subito l'ordine affinché venissero rinforzate le fortificazioni della città e prese provvedimenti affinché l'Urbe fosse rifornita di grano dalla Sicilia. Nel frattempo Vitige, con il grosso del proprio esercito (Procopio fornisce la cifra iperbolica e inattendibile di 150 000 soldati, mentre in realtà probabilmente disponeva solo di circa 30 000 uomini), si diresse verso Roma per stringerla d'assedio. Belisario richiamò allora i due generali inviati in Tuscia, Bessa e Costantino, ordinando loro di evacuare tutte le fortezze di quella regione con l'eccezione di Narni, Spoleto e Perugia - essenziali per il controllo della Via Flaminia - e di ritornare a Roma.
Belisario, inoltre, tentò di rallentare l'avanzata di Vitige facendo edificare, in corrispondenza del ponte Salario, un forte la cui guarnigione tuttavia fuggì all'arrivo del nemico. Il giorno successivo Belisario, dirigendosi verso il ponte ignaro di tutto, si imbatté nell'esercito ostrogoto; seguì uno scontro tra cavallerie, da cui Belisario e le truppe al suo seguito, in netta inferiorità numerica, fuggirono, cercando di trovare riparo a Roma; tuttavia i soldati a difesa delle mura dell'Urbe non riconobbero il loro generale, anche perché si era diffusa la voce infondata della sua morte in battaglia, e non gli aprirono le porte. Belisario allora, con i pochi soldati a disposizione, caricò il nemico, che, nella convinzione che fossero uscite nuove truppe dalla porta, batté in ritirata; Belisario fu infine riconosciuto e gli furono aperte le porte. Il generale passò tutta la notte successiva ad allestire le difese della città, in vista dell'assedio nemico che sarebbe cominciato il giorno successivo.
Gli Ostrogoti, essendo in numero insufficiente a bloccare completamente la città, non circondarono completamente l'intero circuito delle mura, ma costruirono sette accampamenti, di cui uno sul lato occidentale del Tevere e gli altri sei a est del fiume. Procedettero poi a tagliare i quattordici acquedotti che rifornivano la città di acqua. Essendo in inferiorità numerica (5 000 bizantini contro 30 000 ostrogoti), Belisario decise di attuare la sua tattica preferita, basata sull'evitamento, salvo quando strettamente necessario, dello scontro in campo aperto con il nemico e sull'uso dei centri fortificati per logorare gli assedianti mediante azioni di guerriglia. La tattica funzionò e nel 18º giorno di assedio un assalto alle mura da parte degli Ostrogoti fu respinto infliggendo al nemico pesanti perdite; da quel momento in poi gli Ostrogoti non osarono più assaltare le mura, preferendo piuttosto cercare di spingere il nemico alla resa per fame, bloccando i rifornimenti alla città assediata con l'occupazione di Porto. La superiorità della flotta imperiale su quella ostrogota permise comunque alla città di ricevere rinforzi e rifornimenti anche nei momenti peggiori.
Durante l'assedio della città il popolo patì la fame per il progressivo esaurirsi delle riserve di cibo; Belisario cercò di fare quello che poté per soddisfare i bisogni dei Romani ma rigettò con disdegno la proposta di capitolare al nemico. Prese severe precauzioni per assicurarsi la fedeltà dei propri uomini: cambiava due volte al mese gli ufficiali posti a custodia delle porte della città, ed essi venivano sorvegliati da cani e altre guardie per prevenire un eventuale tradimento. Quando venne intercettata una lettera che assicurava al re degli Ostrogoti che la porta Asinaria sarebbe stata segretamente aperta alle sue truppe, Belisario bandì numerosi senatori; inoltre convocò nel suo ufficio (Palazzo Pinciano) papa Silverio, e gli comunicò che per decreto imperiale non era più papa e che era stato condannato all'esilio in Oriente. Al posto di Silverio venne nominato papa Vigilio, che aveva comprato la nomina al soglio pontificio per 200 libbre d'oro. Belisario nel fare ciò eseguiva gli ordini dell'imperatrice Teodora, che intendeva imporre un papa contrario alle tesi propugnate al Concilio di Calcedonia e quindi favorevole all'eresia monofisita appoggiata dall'Imperatrice.
Belisario chiese urgentemente all'Imperatore nuovi rinforzi, poiché le truppe a sua disposizione non erano sufficienti per soggiogare l'Italia:
(Procopio, De Bello Gothico, I, 24.)
Giustiniano rispose alle richieste del suo generale inviando in Italia 1 600 mercenari tra Slavi e Unni, sotto il comando dei generali Martino e Valente. In seguito vennero inviati anche 3 000 Isauri e più di 2 000 cavalli. Tutti questi rinforzi si riunirono a Roma. Belisario continuò ad attuare la sua tattica di logoramento, inviando di volta in volta piccoli reggimenti di arcieri a cavallo fuori le mura a combattere brevi scontri con il nemico, raccomandando loro di tenersi a distanza dal nemico usando solo frecce e di tornare dentro le mura non appena queste fossero finite. Grazie alla superiorità degli arcieri a cavallo bizantini, contro i quali i mal equipaggiati e appiedati arcieri goti non potevano competere, i Bizantini uscirono complessivamente vincitori nei 69 combattimenti svoltisi fuori le mura nel corso dell'assedio. Belisario intendeva evitare lo scontro in campo aperto, perché contrario alla sua tattica di logoramento, ma ancora una volta cedette, come già era successo a Callinicum, alle insistenze dei propri soldati, decisi a scontrarsi in battaglia con gli Ostrogoti fuori le mura di Roma. Prima dello scontro, Belisario mostrò il solito disprezzo per la fanteria, considerata di scarsa affidabilità e utile solo a mansioni di presidio, intendendo impiegare nella battaglia la sola cavalleria; ancora una volta, però, cedette alle proteste dei soldati, decidendo di utilizzare anche la fanteria, disponendola nella retroguardia. La battaglia risultante fu un insuccesso, e i Bizantini furono costretti a riparare dentro le mura di Roma con pesanti perdite, ma è emblematico che i maggiori atti di valore nella battaglia fossero compiuti proprio da quella stessa fanteria che Belisario disprezzava.
Gli Ostrogoti, successivamente, tentarono di interrompere l'arrivo di rifornimenti alla città assediata bloccando la via Appia e la via Latina; nonostante i Romani, oppressi dalla fame, pregassero il generale di affrontare gli Ostrogoti in campo aperto per porre fine all'assedio e, con esso, alle loro sofferenze, Belisario decise di non tentare azioni rischiose, conscio che ben presto sarebbero giunti da Bisanzio nuovi rinforzi; per risolvere il problema del cibo, inviò il suo segretario Procopio a Napoli con l'incarico di procurarsi alimenti da trasportare nella Città Eterna, missione che ebbe successo e non fu ostacolata dagli Ostrogoti. La mancata opposizione degli Ostrogoti fece comprendere a Belisario che anch'essi erano esausti per il lungo assedio, per cui decise di adoperare una nuova tattica: diede ad alcuni suoi soldati il compito di assalire i convogli degli Ostrogoti e prese altre misure per fare in modo che «credessero di essere assediati non meno dei loro nemici». Ben presto anche gli Ostrogoti soffrirono la fame e furono colpiti da una carestia. Nel frattempo ulteriori rinforzi raggiunsero Roma, ingrossando le file dell'esercito di Belisario.
Nel frattempo, Belisario diede udienza ad alcuni ambasciatori ostrogoti: questi ultimi, in cambio della pace, erano disposti a cedere la Sicilia ai Bizantini; all'udire la proposta, Belisario li canzonò:
(Procopio, De Bello Gothico, II, 6.)
Belisario, pur rifiutando l'offerta di un tributo, permise agli ambasciatori goti di parlare con Giustiniano, che concesse loro una tregua di tre mesi, che durò per tutto l'inverno.
Durante la tregua, gli Ostrogoti si comportarono in maniera sleale tentando invano di penetrare con l'inganno nell'Urbe, dapprima attraverso un acquedotto, successivamente con l'aiuto di traditori. Per rappresaglia Belisario ordinò al generale Giovanni, nipote di Vitaliano, di conquistare il Piceno, provincia che conteneva molte ricchezze e che era stata sguarnita dagli Ostrogoti per tentare la presa di Roma. Il generalissimo aveva raccomandato espressamente a Giovanni di conquistare tutte le fortezze che incontrava per la via, in modo da non lasciarsi eserciti ostili alle spalle, ma Giovanni non condivideva la tattica consueta di Belisario, basata sulla guerra di posizione, e fece di fatto di testa sua: era consapevole che se avesse conquistato con una rapida sortita la città di Rimini, a solo un giorno di marcia dalla capitale ostrogota Ravenna, Vitige molto probabilmente avrebbe levato l'assedio della Città Eterna, per non correre il rischio che la propria capitale venisse conquistata dai Bizantini; per tali motivi, marciò direttamente su Rimini e la espugnò, senza curarsi di sottomettere tutte le fortezze lungo la via. Vitige, venuto a conoscenza che Giovanni aveva conquistato il Piceno e concentrato le sue ricchezze nelle mura di Rimini, decise di togliere l'assedio. Dopo un anno e nove giorni di assedio, gli Ostrogoti si ritirarono dalle mura della Città Eterna.

#### La rivalità con Narsete, l'invasione dei Franchi e la presa di Ravenna (538-540)
Durante l'assedio di Roma Belisario aveva ricevuto dei Romanici provenienti da Milano che chiesero al generale di inviare truppe nella provincia di Liguria per strapparla agli Ostrogoti. Belisario accettò e durante la tregua di tre mesi inviò un contingente di un migliaio di uomini a sottomettere la provincia: sbarcati a Genova, i Bizantini, dopo aver sconfitto gli Ostrogoti a Pavia, si impadronirono in breve tempo dell'intera provincia, compresa Milano. Vitige tuttavia reagì prontamente mandando un esercito ad assediare Milano; ben presto giunsero in sostegno degli Otrogoti diecimila guerrieri burgundi inviati dal re dei Franchi Teodeberto I, che decise prudentemente di non impiegare direttamente i guerrieri del suo popolo nel conflitto dato che aveva stretto degli accordi con Giustiniano.
Vitige al contempo inviò un esercito ad assediare Rimini, che era stata conquistata da Giovanni: errori di tattica impedirono tuttavia agli Ostrogoti di impadronirsi della città, mentre ben presto, nell'estate del 538, sbarcò nel Piceno un nuovo esercito imperiale di 7 000 uomini (2 000 mercenari eruli e 5 000 bizantini) condotto dall'eunuco Narsete. Narsete andò subito in attrito con Belisario, insistendo affinché procedesse a salvare il generale e amico Giovanni nipote di Vitaliano dall'assedio ostrogoto, ma il generalissimo era contrario a marciare su Rimini senza prima aver espugnato Osimo, in quanto temeva un attacco alle spalle da parte della sua guarnigione, e inoltre provava rancore contro Giovanni, il quale aveva in precedenza disobbedito ai suoi ordini, e avrebbe preferito abbandonarlo al suo destino. Alla fine Belisario cedette, e l'esercito bizantino marciò in direzione di Rimini, che venne liberata dall'assedio ostrogoto. Le truppe di Vitige furono costrette a ritirarsi a Ravenna.
Il salvataggio di Giovanni, tuttavia, non pose fine ai contrasti tra Belisario e Narsete, dovuti a visioni strategiche antitetiche: il primo, come già detto, basava la sua strategia sulla guerra di posizione, mentre invece il secondo privilegiava la guerra di movimento, basata sull'aggiramento delle fortezze secondarie per colpire subito gli obiettivi principali della campagna, esponendo tuttavia l'esercito bizantino a un rischio maggiore rispetto alla tattica prudente di Belisario. La strategia di Narsete era peraltro condivisa da altri generali, come Giovanni e Giustino, che presero subito le parti dell'eunuco. Ben presto il contrasto tra i due divenne evidente: Belisario era intenzionato a intraprendere l'assedio di Urbino e di Osimo e al contempo inviare delle truppe a liberare Milano dall'assedio ostrogoto, mentre Narsete riteneva più opportuno intraprendere la conquista dell'Emilia, in modo da minacciare da vicino la stessa capitale ostrogota Ravenna. Il generalissimo, nel tentativo di riaffermare la propria autorità suprema, lesse alle truppe una lettera dell'Imperatore nella quale veniva ribadito che Narsete non era stato inviato in Italia per capitanare gli eserciti, spettando questo compito al generalissimo Belisario; l'eunuco, tuttavia, prese a pretesto il passaggio della lettera di Giustiniano nel quale veniva affermato che «è dovere di voi tutti obbedirgli nell'interesse del nostro stato» (αὐτῷ τε ὑμᾶς ἕπεσθαι ἅπαντας ἐπὶ τῷ συμφέροντι τῇ ἡμετέρᾳ πολιτείᾳ προσήκει) per agire indipendentemente ogni qualvolta ritenesse che gli ordini di Belisario non fossero nell'interesse dell'Impero. Fu così che, nel corso dell'assedio di Urbino intrapreso da Belisario, Narsete, con la parte dell'esercito a lui favorevole, partì alla conquista dell'Emilia, che fu raggiunta senza eccessive difficoltà. Una volta sottomessa Urbino, Belisario non ritenne prudente assediare per il momento Osimo, presidiata da una consistente guarnigione, e si mosse per assediare Orvieto, che espugnò senza difficoltà. La disunione dell'esercito, con una fazione dalla parte di Belisario e un'altra dalla parte di Narsete, alla lunga però portò a conseguenze negative, rendendo più difficoltosa la conquista dell'Italia e agevolando, tra l'altro, l'espugnazione e la distruzione di Milano da parte ostrogota. Alla fine Giustiniano, comprendendo come fosse deleteria la rivalità tra Belisario e Narsete, decise di richiamare l'eunuco a Costantinopoli, restituendo così a Belisario il completo controllo dell'esercito.
Nel frattempo Belisario, prima di marciare alla volta di Ravenna, decise di espugnare le fortezze di Osimo e di Fiesole, sempre in virtù della sua tattica fondata sulla guerra di posizione. Forse intuendo la mossa del generale bizantino, Vitige aveva con previdenza munito Osimo di una guarnigione considerevole, al fine di rallentarne l'avanzata su Ravenna, e in effetti l'assedio si protrasse per parecchio (dal maggio al novembre 539). Si narra che durante l'assedio di Osimo Belisario rischiò di perdere la vita, ma si salvò grazie al gesto eroico di un soldato che si frappose tra Belisario e un dardo scoccato in direzione del generale bizantino, rimettendoci una mano.
Mentre l'assedio di Osimo era ancora in corso, i Franchi, condotti da re Teodeberto I in persona, invasero la penisola con l'intento di impadronirsene una buona parte approfittando dell'indebolimento delle due contendenti. Facendo irruzione nella Pianura Padana, devastarono le province di Liguria ed Emilia, aggredendo anche gli Ostrogoti, che pure in un primo momento si erano illusi che i Franchi fossero accorsi in loro soccorso. Gli Ostrogoti furono costretti dagli attacchi franchi a ripiegare in direzione di Ravenna; nel corso della ritirata attirarono l'attenzione di un esercito bizantino che, convinto che fossero stati messi in rotta da Belisario, avanzò senza volerlo verso i Franchi, venendo poi anch'esso sconfitto dall'esercito di Teodeberto. Belisario, quando fu informato dell'invasione dei Franchi, scrisse al re Teodeberto, lamentandosi per la violazione dei trattati. I Franchi furono però costretti da un'epidemia di dissenteria a tornare in patria, cosa che fecero non prima di aver messo a sacco Genova.
Dopo la conquista di Osimo, Belisario attaccò nel 540 Ravenna, capitale degli Ostrogoti; nel corso dell'assedio della città, tuttavia, Belisario apprese che un'ambasceria franca si stava recando a Ravenna per proporre agli Ostrogoti un'alleanza in funzione anti-bizantina in cambio di alcune cessioni di territori ai Franchi; il generalissimo reagì inviando un'ambasceria presso Vitige avvertendoli di diffidare dai Franchi, un popolo la cui fedeltà era alquanto dubbia, come avevano dimostrato del resto i saccheggi dell'anno precedente ai danni degli stessi Ostrogoti. Le argomentazioni convinsero Vitige, che preferì entrare in trattative con l'Imperatore piuttosto che con i Franchi, i cui ambasciatori furono congedati tornando a mani vuote. Furono avviate trattative con Belisario che tuttavia continuò a bloccare l'introduzione delle provviste in Ravenna e, per mezzo di traditori, provocò anche l'incendio del magazzino pubblico di grano della città.
Nel frattempo erano arrivati da Costantinopoli due senatori, Domenico e Massimino, inviati dall'Imperatore per negoziare la pace con gli Ostrogoti. Il trattato proposto dall'Imperatore stabiliva che questi ultimi avrebbero ceduto ai Bizantini solo l'Italia al sud del fiume Po mentre l'Italia al nord del Po sarebbe rimasta in loro possesso. Vitige accettò immediatamente le condizioni proposte. Quando gli ambasciatori tornarono nell'accampamento bizantino, tuttavia, Belisario rifiutò di ratificare il trattato: il generalissimo, infatti, era contrario alle condizioni proposte dall'Imperatore, essendo determinato a condurre Vitige in catene ai piedi di Giustiniano. Il rifiuto di Belisario insospettì Vitige, che cominciò a considerare l'ipotesi che le trattative fossero una trappola, e rifiutò di rispettare le condizioni del trattato se queste non fossero state ratificate dal generalissimo.
Nel frattempo la carestia all'interno della città cominciò ad accrescere il malcontento degli Ostrogoti nei confronti del loro sovrano. I nobili goti ebbero allora l'idea di proporre a Belisario di diventare loro sovrano, in qualità di Imperatore d'Occidente, carica rimasta vacante fin dai tempi di Romolo Augusto. Il generalissimo finse di accettare la proposta, allo scopo di farsi aprire le porte di Ravenna, per poi consegnarla ai Bizantini. Vitige venne fatto prigioniero e inviato con la consorte e il tesoro degli Ostrogoti a Costantinopoli.

### Seconda campagna sasanide
| Impero romano d'Oriente Conquiste di Giustiniano | Impero sasanide Vassalli dei Sasanidi |

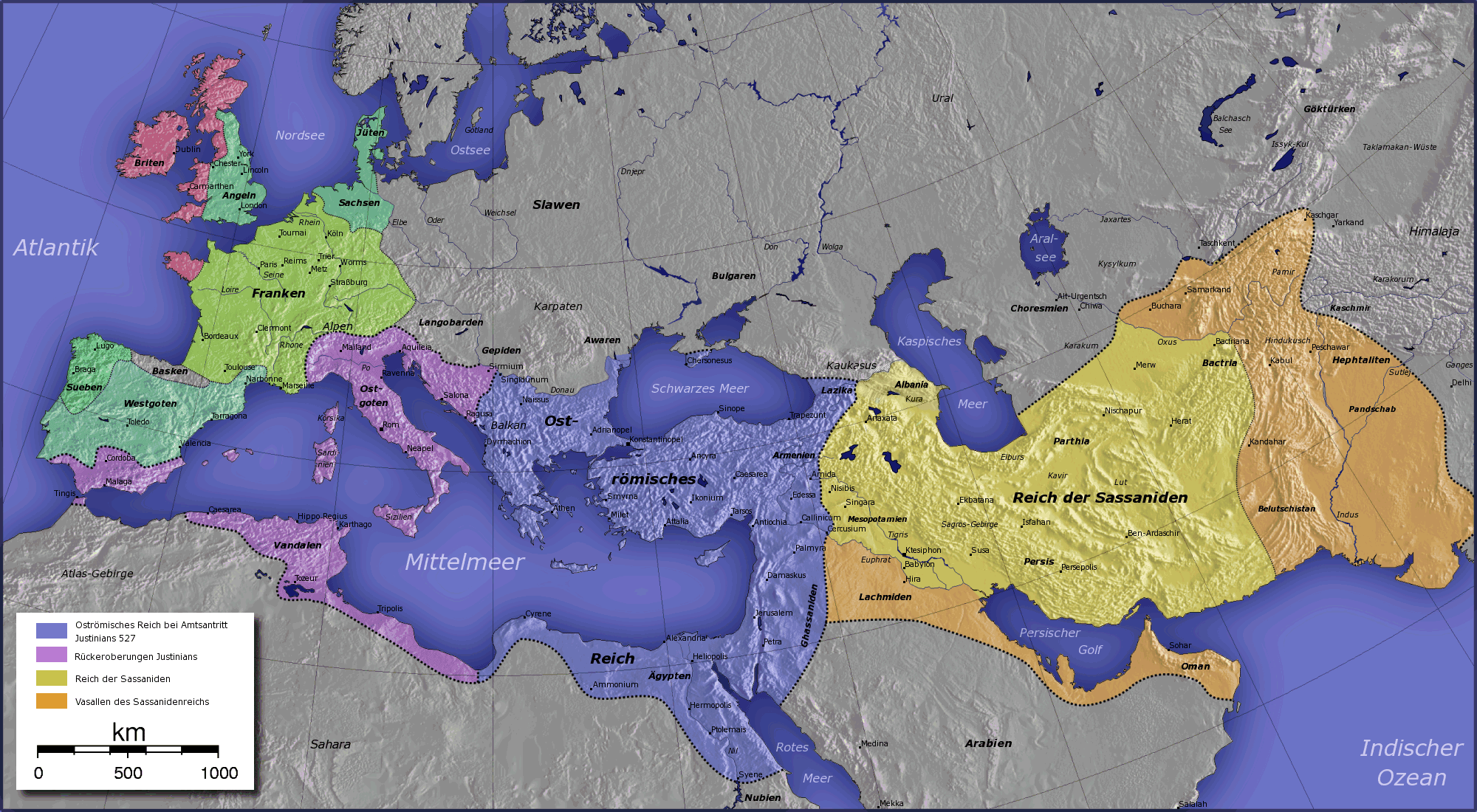
Gli Imperi romano-orientale e sasanide sotto il regno di Giustiniano

L'offerta degli Ostrogoti forse accrebbe i sospetti nella mente di Giustiniano, e Belisario fu richiamato in Oriente per contrastare la conquista persiana della Siria, una provincia determinante per l'Impero. Il re di Persia Cosroe I, dopo aver ricevuto degli ambasciatori ostrogoti che lo istigarono a dichiarare guerra all'Impero, aveva invaso la Siria, espugnando nel 540, tra le varie città, Antiochia. Belisario condusse una breve campagna contro i Persiani nel 541-542, ottenendo un limitato successo. Inviate delle spie in Persia, venne da esse informato che i Persiani erano impegnati contro gli Unni, e cercò di approfittarne: il suo esercito, rinforzato dalle truppe ghassanidi di Areta (al-Ḥārith), penetrò quindi in territorio sasanide, nonostante le proteste dei due duces della Fenicia Libanense, che non volevano sguarnire la loro provincia di truppe. I due duces, Teotisto e Recitango, temevano che la loro provincia potesse venire attaccata dagli Arabi Lakhmidi di Alamundaro, ma Belisario riuscì a persuaderli dell'infondatezza dei loro timori, dato che in Arabia era in corso il periodo della «tregua sacra» durante il quale gli Arabi non potevano fare guerre.
Da Dara si diresse verso Nisibi, che tentò invano di espugnare: la città era ben presidiata dai Persiani, e un attacco non ebbe successo. Dopo tale fallimento, Belisario intraprese l'assalto delle mura di Sisauranon, ma anche questo venne respinto con pesanti perdite. Il generale bizantino decise però di continuare l'assedio; nel frattempo inviò Areta e i suoi Arabi a saccheggiare l'Assiria. Infine la fortezza si arrese al nemico; gli abitanti vennero risparmiati in quanto cristiani, ma la città venne rasa al suolo. L'eccessiva durata dell'assedio e il caldo torrido avevano tuttavia fatto ammalare molti soldati bizantini, abituati al clima gelido della Tracia; per giunta Areta tardava ad arrivare. Su pressanti richieste dei suoi uomini, Belisario fu dunque costretto a ritornare con tutto l'esercito a Costantinopoli, dove trascorse l'inverno del 541-542.
Procopio, nella sua Storia segreta, accusa Belisario di non essersi allontanato dalla frontiera a non più di un giorno di marcia per questioni di famiglia riguardanti l'infedeltà coniugale della moglie Antonina, che aveva un amante di nome Teodosio. Procopio narra che Belisario, informato dal figliastro Fozio dell'infedeltà della moglie, la pose sotto stretta sorveglianza, mettendo in apprensione l'imperatrice Teodora, che gli ordinò infine di portare Antonina a Costantinopoli; alla fine il generale bizantino venne costretto da Teodora a riconciliarsi, controvoglia, con la moglie infedele. Procopio criticò pesantemente nella Storia Segreta l'operato di Belisario nella campagna del 541:
(Procopio di Cesarea, Storia Segreta, 5.)
A discolpa di Belisario, andrebbe fatto notare che il generale bizantino era ignaro della dislocazione delle truppe persiane e che era inoltre contraria al suo credo tattico la mossa di avanzare impudentemente in territorio nemico senza aver sottomesso tutte le fortezze nemiche a una a una, in modo da non lasciarsi eserciti ostili alle spalle; considerato inoltre che Belisario aveva espugnato la fortezza di Sisauranon solo a stento, una ipotetica avanzata verso Ctesifonte, munita certamente di forte presidio, molto difficilmente si sarebbe conclusa con la sua espugnazione, e avrebbe inoltre esposto l'esercito bizantino al serio rischio di essere intercettato sulla via del ritorno dal grosso dell'esercito persiano condotto da Cosroe in persona e di subire una grave sconfitta. Si può concludere che Belisario agì in maniera prudente e giudiziosa, evitando di esporre l'esercito bizantino a un rischio per lui inaccettabile.
Nella campagna del 542 Cosroe invase l'Eufratense. Quando la notizia giunse a Costantinopoli, Giustiniano inviò di nuovo Belisario sul fronte orientale; radunato un esercito a Europum, sull'Eufrate, Belisario ricevette Abandane, un inviato di Cosroe I, dopo aver disposto le proprie truppe in modo che l'emissario persiano rimanesse impressionato della loro forza; Cosroe, su consiglio di Abandane, si ritirò dalla zona invasa ma, durante il ritorno in territorio persiano, assaltò a tradimento ed espugnò la città di Callinicum, che venne rasa al suolo. Questa fu la conclusione dell'ultima campagna militare condotta da Belisario contro i Persiani.
Gli sviluppi della campagna del 542, con il ritiro dell'esercito persiano senza nemmeno una battaglia, potrebbero essere spiegabili in base all'epidemia di peste che proprio in quel momento si stava diffondendo nella regione: è possibile che sia Cosroe sia Belisario abbiano deciso di comune accordo di ritirarsi per evitare che entrambi gli eserciti venissero colpiti dal morbo; il generale bizantino, in virtù della sua inferiorità numerica, potrebbe aver ritenuto un rischio inaccettabile affrontare l'esercito persiano in battaglia, e avrebbe deciso di disporre le proprie truppe in modo che Abandane rimanesse impressionato della loro forza con il proposito di intimorire i Persiani dimostrando loro che l'esercito bizantino non fosse stato ancora indebolito dalla peste; l'espediente funzionò e Cosroe, minacciato dal morbo, si ritirò, anche se Belisario commise l'errore di non affrettare la loro ritirata inseguendoli, permettendo così loro di assaltare e radere al suolo Callinicum.
Nel 545, quando il generale bizantino era già in Italia, la guerra si concluse con una tregua (corroborata dal pagamento di una cospicua somma di denaro: 20 centenaria), che prevedeva la rinuncia da parte persiana di attaccare il territorio bizantino per i cinque anni successivi, ma che non era valida per la Lazica.

### Accuse di tradimento

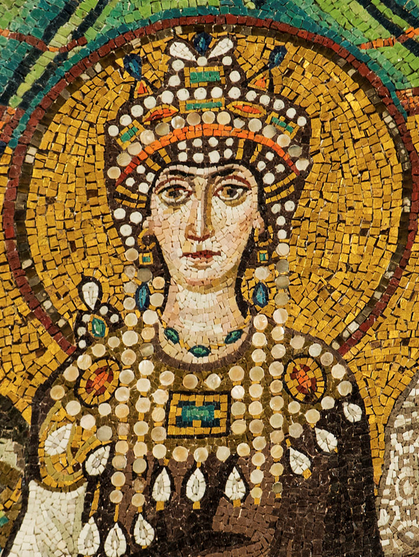
L'imperatrice Teodora causò la caduta in disgrazia di Belisario

Nel 542 Giustiniano fu colpito dalla peste e si temeva la sua morte, che sembrava ormai imminente. In tale frangente alcuni comandanti dichiararono che se a Bisanzio i Romani si fossero dati per Imperatore un altro Giustiniano, loro non sarebbero stati al gioco. Quando l'Imperatore guarì, due generali riferirono all'imperatrice Teodora che Belisario e Buze si sarebbero resi rei di aver detto le parole sopra riportate. Teodora intendeva mantenersi al potere anche in caso di morte di Giustiniano sposandone il successore, e interpretò quelle parole come una minaccia alle sue ambizioni: temeva che l'esercito non avrebbe approvato la nomina a imperatore del suo candidato, e che quindi avrebbe perso tutto il potere fino a quel momento acquisito. Avendo quindi percepito una trasparente allusione a lei e vedendo il proprio potere minacciato, ella convocò Belisario e Buze: quest'ultimo venne rinchiuso in un sotterraneo dove visse per due anni e quattro mesi in condizioni disumane; quando uscì era fisicamente distrutto. Contro Belisario non fu provata nessuna delle accuse ma l'Imperatore, su pressioni di Teodora, lo rimosse dal comando dell'esercito orientale e ordinò che gli ufficiali e gli eunuchi di palazzo si spartissero ai dadi le sue guardie del corpo e i suoi servi; a Belisario vennero inoltre confiscate le sue ricchezze in Oriente, e fu proibito ai suoi amici di andarlo a trovare.
Un giorno arrivò a casa di Belisario un tal Quadrato che gli consegnò una lettera dell'Imperatrice:
(Procopio, Storia Segreta, 7.)
A parte trenta centenari d'oro, che passarono all'Imperatore, Belisario riottenne le sue ricchezze. Il generale bizantino pensava di riottenere il controllo dell'esercito orientale contro i Persiani, ma Antonina non voleva saperne di ritornare in Persia perché, a suo dire, proprio lì aveva ricevuto le peggiori umiliazioni. Belisario venne quindi nominato comes sacri stabuli e inviato in Italia contro il re degli Ostrogoti Totila.

### Seconda campagna d'Italia

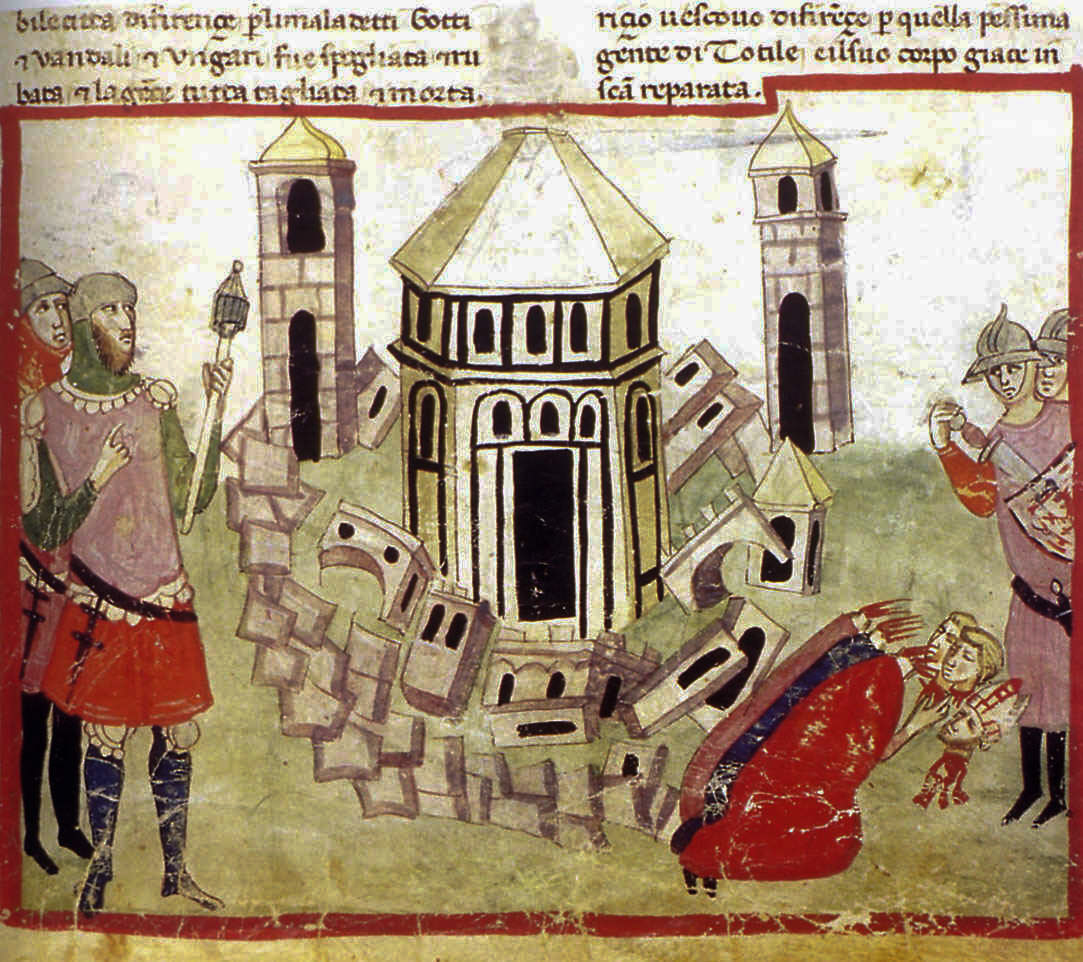
Totila fa distruggere la città di Firenze

Belisario tornò nel 544 in Italia, dove trovò una situazione radicalmente cambiata. Nel 541 gli Ostrogoti avevano eletto Totila loro nuova guida, e avevano organizzato una vigorosa campagna contro i Bizantini, riconquistando tutto il Settentrione d'Italia, nonché buona parte del Mezzogiorno.
A causa della guerra contro la Persia, Giustiniano non poté mettere a disposizione di Belisario alcun esercito, con esclusione delle truppe che già si trovavano in Italia; per tali motivi il generale aveva dovuto provvedere da sé al reclutamento di volontari in Tracia e in Illirico prima di sbarcare in Italia, e in questo modo era riuscito a mettere assieme un esercito di appena quattromila uomini. Mentre si trovava ancora a Salona, inviò una flotta, sotto il comando del generale Valentino, a liberare Otranto dall'assedio ostrogoto. Valentino riuscì nell'intento, e, dopo aver rifornito la città di provviste sufficienti per un anno, ritornò presso Belisario, che si trovava ancora a Salona. Belisario salpò poi per Pola, dove rimase per qualche tempo. Totila, nel frattempo, aveva escogitato uno stratagemma per conoscere la composizione dell'esercito di Belisario sbarcato a Pola: inviò cinque ostrogoti presso il generalissimo istruendoli di fingere di essere messaggeri di Bono (il comandante del presidio bizantino di Genova); essi consegnarono la falsa lettera di Bono a Belisario e nel frattempo ne approfittarono per esaminare l'effettiva consistenza dell'esercito bizantino; il generalissimo, ignaro dell'inganno, ordinò ai sedicenti messaggeri di riferire a Bono che il suo esercito sarebbe presto accorso in suo soccorso, e li congedò; le spie tornarono poi presso Totila informandolo dell'esiguo numero delle truppe sotto il comando di Belisario.
Nel frattempo Belisario aveva raggiunto Ravenna, e tentò di convincere i disertori bizantini e ostrogoti nella regione a ritornare a servire nell'esercito bizantino, ma invano. La scelta sbagliata della sede da cui condurre le operazioni militari, Ravenna, influenzò negativamente il proseguimento della guerra: l'antica capitale dell'Impero romano d'Occidente era infatti lontana da Roma e dal Sud Italia, che bisognava liberare dagli Ostrogoti di Totila. A influenzare negativamente la guerra contribuirono anche gli scarsi rifornimenti di uomini e mezzi. Era infatti ancora in corso la guerra contro la Persia e Giustiniano non poteva sguarnire il fronte orientale di truppe per inviarle in Italia; inoltre vanno considerati anche gli effetti devastanti della peste, che ridussero considerevolmente le risorse a disposizione dell'Impero. Nella Storia segreta Procopio di Cesarea sostiene che Belisario, non ricevendo denaro dall'erario imperiale, fu costretto a reperire il denaro necessario per condurre la guerra depredando gli Italici sotto il suo dominio, portando a un ulteriore peggioramento della situazione.
Belisario, nonostante la carenza di soldati, tentò comunque di prendere l'iniziativa: inviò Vitalio con i soldati illirici a conquistare le fortezze dell'Emilia cadute in mano ostrogota; nonostante alcuni successi iniziali, tuttavia, ben presto i soldati illirici, alla notizia che le province di loro provenienza erano state devastate dagli Unni e lamentando un ritardo nella paga, disertarono facendo ritorno in patria. Nonostante questa defezione, che indebolì ulteriormente il già esiguo esercito a disposizione di Belisario, Vitalio e Torismunto riuscirono a respingere la controffensiva di Totila, riuscendo a conservare il possesso delle fortezze riconquistate. Belisario allora inviò rinforzi in soccorso di Osimo, stretta d'assedio da Totila, riuscendo nell'impresa di rifornirla. Belisario riuscì inoltre a restaurare le mura di Pesaro e Fano, che erano state gravemente danneggiate in precedenza da Vitige, nonostante il vano tentativo di Totila di impedirlo.
Totila, tuttavia, passò rapidamente all'offensiva, e cinse d'assedio Fermo e Ascoli. Belisario, non disponendo di truppe sufficienti per accorrere in soccorso delle due città, fu costretto a richiedere all'Imperatore ulteriori rinforzi. Nell'estate del 545 Belisario scrisse all'Imperatore la seguente lettera:
(Procopio, De Bello Gothico, III, 12.)
Con questa lettera Belisario inviò Giovanni presso Giustiniano. Quest'ultimo, tuttavia, invece di tornare subito con i rinforzi, si fermò nella capitale per alcuni mesi, sposando la figlia di Germano. Nel frattempo Totila, dopo aver espugnato Fermo e Ascoli, ottenne la resa anche di Spoleto e Assisi. Il comandante della guarnigione di Spoleto, Erodiano, acconsentì a consegnare la fortezza agli Ostrogoti nel caso non fosse giunto alcun aiuto entro trenta giorni, mantenendo poi la parola. Nella Storia segreta, Procopio sostiene che Erodiano avrebbe consegnato Spoleto agli Ostrogoti anche per colpa di Belisario, il quale, nel tentativo di estorcergli del denaro, lo avrebbe ricattato con ogni sorta di minacce. Totila, dopo aver ottenuto il controllo della Via Flaminia e aver di fatto interrotto le comunicazioni tra Roma e Ravenna, procedette a cingere d'assedio la Città Eterna (dicembre 545).
Verso la fine del 545 Belisario lasciò Ravenna e si diresse a Dyrrachium (nell'Illirico), dove inviò all'Imperatore richieste di rinforzi. Venne qui raggiunto dai generali Giovanni e Isacco, intorno al 546. Decise di raggiungere Roma via mare mentre Giovanni sarebbe sbarcato in Calabria e lo avrebbe raggiunto nella Città Eterna. Giunto a Porto, Belisario rimase lì in attesa di Giovanni, ma quest'ultimo, dopo aver soggiogato Puglia, Calabria, Lucania e Bruzio, decise di non raggiungere la Città Eterna, per motivi non chiari. Non è da escludere che Giovanni temesse di essere attaccato dagli Ostrogoti di stanza a Capua, ma questa tesi non convince sulla base della tattica usuale del nipote di Vitaliano, basata sulla guerra di movimento e sull'aggiramento delle piazzeforti. Secondo la Storia segreta di Procopio, il rifiuto di Giovanni di raggiungere Belisario a Roma sarebbe dovuto ai suoi timori di essere ucciso da Antonina, dato che Teodora gli era ostile e avrebbe potuto chiedere alla moglie di Belisario di ucciderlo. Quest'ultima spiegazione è stata tuttavia ritenuta «poco convincente» da Giorgio Ravegnani. Non è da escludere che Giovanni intendesse sabotare Belisario in modo da ottenerne il richiamo a Costantinopoli. Non vedendo Giovanni arrivare, Belisario effettuò un tentativo di rifornire Roma di viveri cercando di sfondare con un piano ingegnoso gli sbarramenti ostrogoti piazzati sul fiume Tevere, ma proprio quando il piano stava per funzionare, il generale Isace uscì dalla fortezza di Porto per affrontare gli Ostrogoti e venne da essi sconfitto. Quando la notizia della sconfitta di Isace raggiunse Belisario, questi credette di aver perso Porto, dunque ordinò agli uomini di tornare urgentemente indietro per cercare di salvare la fortezza, strategicamente importante come punto di riparo. Quando vide che i nemici non erano riusciti a impadronirsi di Porto e che dunque per un falso allarme aveva mandato in fumo un piano che stava avendo successo, per lo sconforto si ammalò.
Nel frattempo, Roma ricadeva in mano ostrogota (17 dicembre 546) a causa del tradimento delle truppe isauriche. Totila decise in un primo momento di distruggere la città, ma proprio quando stava iniziando ad abbattere le mura, gli giunse una lettera di Belisario, che gli ricordava la grandezza passata di Roma, il crimine che avrebbe commesso radendola al suolo e la gloria che avrebbe al contrario ottenuto se l'avesse generosamente risparmiata; persuaso dalle argomentazioni del generale, Totila cambiò idea, e decise di lasciare la città per marciare contro Giovanni, lasciando però il suo esercito abbastanza vicino da limitare le mosse di Belisario. Approfittando della partenza di Totila, Belisario si impadronì di Spoleto e successivamente di Roma, quest'ultima dopo aver sconfitto un esercito ostrogoto: una volta ritornato in possesso della Città Eterna, ricostruì parzialmente le mura abbattute da Totila. Nonostante non avesse ancora sostituito le porte della città, distrutte dagli Ostrogoti, riuscì a respingere un primo assalto di Totila, che aveva tentato invano di reimpadronirsi dell'Urbe. Altri assalti ostrogoti vennero respinti nei giorni successivi, demoralizzando l'esercito ostrogoto che dovette rinunciare per il momento alla riconquista di Roma e ripiegare a Tivoli. Ottenuto questo successo, il generale ricostruì le porte e spedì le chiavi della Città Eterna a Giustiniano.
Nel frattempo scrisse numerose lettere a Giustiniano chiedendo rinforzi. Alla fine Giustiniano decise di accontentarlo, e inviò rinforzi in Calabria sotto il comando di Valeriano (dicembre 547). Belisario si mise in marcia per raggiungere i rinforzi a Taranto: dopo aver selezionato 900 tra i suoi uomini migliori, 700 cavalieri e 200 fanti, partì per la città pugliese. La difesa di Roma venne affidata al generale Conone con il resto dell'esercito. Il cattivo tempo lo costrinse però a sbarcare a Crotone prima e a Messina poi.
Nel giugno 548, dopo un lungo viaggio, arrivarono i rinforzi guidati da Valeriano; Belisario, quindi, facendo affidamento sull'amicizia tra Antonina e Teodora, inviò la moglie a Costantinopoli per ottenere dall'Imperatrice ulteriori aiuti; al suo arrivo, tuttavia, Antonina scoprì che Teodora era morta (28 giugno 548). Con i rinforzi tentò di liberare Rossano dall'assedio degli Ostrogoti, ma il suo sbarco venne impedito dal nemico. Belisario decise quindi di tornare a Roma, affidando l'esercito a Giovanni e a Valeriano. Qui venne richiamato a Costantinopoli dall'Imperatore, persuaso in questo da Antonina. Secondo la Storia Segreta, fu Belisario a chiedere di ritornare a Costantinopoli.
Questo fu il giudizio di Procopio sulla seconda campagna in Italia di Belisario:
(Procopio, Storia Segreta, 8.)
A discolpa di Belisario, va detto che il generalissimo tentò per quanto gli fu possibile di passare all'offensiva contro Totila, e il suo insuccesso fu dovuto soprattutto all'esiguo numero di truppe fornitegli da Giustiniano; d'altronde, l'esercito bizantino era impegnato anche nella guerra contro la Persia e inoltre era stato indebolito dall'epidemia di peste. Anche il rifiuto da parte di Giovanni (nipote di Vitaliano) di raggiungere con le proprie truppe Belisario a Roma influì negativamente sull'andamento del conflitto. Inoltre, l'insuccesso del generale nella sua seconda campagna d'Italia può anche attribuirsi al fatto che Totila aveva compreso gli errori commessi dai suoi predecessori, e aveva preso misure efficaci per neutralizzare le tattiche di Belisario, basate sulla guerriglia e sull'uso dei centri fortificati per logorare le forze avversarie. Non a caso il re ostrogoto, ogni volta che espugnava un centro fortificato, ne abbatteva le mura per costringere il nemico alla battaglia in campo aperto e impedirgli, in caso di riconquista del centro, di usare le mura come scudo per logorare l'esercito avversario, come aveva fatto Belisario nel corso della prima campagna. Totila aveva inoltre provveduto a rafforzare la flotta ostrogota al punto da renderla una seria minaccia per quella imperiale, riuscendo così a impedire l'arrivo di rifornimenti via mare alle città assediate. Inoltre, durante l'assenza di Belisario, i funzionari che lo avevano sostituito si erano alienati il favore delle popolazioni locali, che nel corso della prima campagna avevano appoggiato il generalissimo, e non bastò il suo ritorno per riguadagnarlo, né per spingere i disertori a tornare a servire nell'esercito bizantino. Le popolazioni locali inoltre si guardavano bene dal prendere apertamente le parti dell'uno e dell'altro schieramento, perché l'esito della guerra era ancora incerto e, se si fossero schierate dalla parte sbagliata, avrebbero poi subito le rappresaglie del vincitore. Per vincere la guerra contro Totila, erano necessarie forze più consistenti e una tattica basata sulla guerra di movimento; non a caso, quando entrambe le condizioni si verificarono, sotto il comando del generale Narsete, gli Ostrogoti furono vinti e l'Italia definitivamente conquistata.

### Gli ultimi anni e la battaglia di Chettos

Papa Vigilio

Nel 549 Belisario ritornò a Costantinopoli, dove venne ricevuto con alti onori dall'Imperatore, ma fu rimosso dalla carica di Comes sacri stabuli assunta nel 544. Giustiniano, tuttavia, decise di non affidargli nuove campagne militari, anche se sembra lo avesse nominato magister militum per Orientem e gli avesse conferito il titolo di comandante delle guardie del corpo imperiali. Il matrimonio tra la figlia Giovannina e Anastasio, nipote (abiatico) di Teodora, voluto dall'Imperatrice per impossessarsi delle immense ricchezze di Belisario, naufragò dopo la morte dell'Augusta, perché i genitori della ragazza erano contrari all'unione.
L'alto ruolo assunto da Belisario negli affari di Stato è provato dal suo coinvolgimento nella controversia religiosa dei Tre Capitoli, nella quale cercò di convincere papa Vigilio ad accettare la politica religiosa dell'Imperatore. Nell'agosto-settembre del 551 Belisario venne inviato, in qualità di memoratus iudex, a cercare di convincere papa Vigilio, che si era rifugiato nella Chiesa di Pietro e Paolo, a ritornare nel palazzo di Placidia con la promessa che non gli sarebbe stato fatto del male. Nel maggio 553 Belisario tentò, senza successo, di convincere il Papa a partecipare al Concilio di Costantinopoli II; questi, infatti, declinò l'offerta pur chiedendo al generale, a tre vescovi e ad altri patricii gloriosissimi di portare all'Imperatore un testo scritto di suo pugno, col quale esprimeva il suo giudizio sui Tre Capitoli; i latori decisero di non mostrare il testo del Papa all'Augusto.
Nel 559 i Kutriguri o Cutriguri (una popolazione nomade di origine unnica o bulgara), guidati dal loro capo Zabergan, invasero la Tracia, mettendo in grave pericolo Costantinopoli; Giustiniano affidò a Belisario il comando di un esercito, con il compito di salvare la capitale dai Barbari, mettendogli tuttavia a disposizione solo 300 veterani, a cui si aggiunsero nuove leve senza alcuna esperienza di guerra; molti contadini avevano deciso, infatti, di arruolarsi nell'esercito per ottenere la loro vendetta sui Barbari, che avevano devastato i loro campi. L'esercito bizantino si accampò quindi a Chettus in Tracia; quando Zabergan fu informato che l'esercito di Belisario era alquanto esiguo, decise di assalirlo con 2 000 cavalieri barbari; tuttavia il generale, venuto a conoscenza dalle sue spie dell'arrivo del nemico, tese una trappola ai Kutriguri, piazzando 200 peltasti e lanciatori di giavellotto nei boschi ai lati della pianura; i barbari, per difendersi dalle lance e dai giavellotti, dovettero chiudersi, rendendo la loro superiorità numerica inutile a causa della loro impossibilità di dispiegarsi. Belisario, infine, diede l'ordine ad alcuni suoi uomini di provocare dei rumori assordanti con travi di legno e di gridare, in modo da dare al nemico l'impressione che l'esercito bizantino fosse immenso e che stessero per essere circondati; le nuvole di polvere, inoltre, nascondevano la situazione reale, e i barbari si diedero alla fuga, riattraversando di nuovo il Danubio. Nonostante il generale fosse riuscito a respingere gli invasori Kutriguri, salvando di fatto la capitale bizantina da un possibile assedio, non ottenne alcuna ricompensa per la vittoria: Agazia riferisce che, non appena giunse nella capitale la notizia della vittoria di Belisario, la popolazione, a lui grata, esaltò il suo nome nelle assemblee, ingenerando l'invidia di molti funzionari che cominciarono a calunniarlo di fronte all'Imperatore, asserendo che «il favore popolare lo aveva corrotto e che mirava ad altri obiettivi»; per tali motivi l'Imperatore lo avrebbe richiamato nella Capitale, prima che potesse inseguire i Barbari, a dire di Agazia per impedirgli di ottenere «una gloria del tutto completa», e non lo ricompensò minimamente per il servigio reso.
Nel 562 Belisario venne accusato, sulla base di confessioni estorte sotto tortura a due suoi servitori, di essere coinvolto in una congiura contro l'Imperatore; il generale fu ritenuto colpevole il 5 dicembre 562 e condannato agli arresti domiciliari. Secondo una leggenda ritenuta oggi inattendibile, venne addirittura accecato e costretto a elemosinare presso il Palazzo di Lauso. Tuttavia, dopo pochi mesi, venne scagionato da tutte le accuse, e il 19 luglio 563 Giustiniano gli riconfermò il suo favore all'interno della corte.
Belisario morì a Costantinopoli il 13 marzo 565.

## Una moglie infedele
La Storia segreta di Procopio ci narra che Antonina fu una moglie infedele ed ebbe un amante, Teodosio. Quest'ultimo era il figlioccio di Belisario: il generale bizantino l'aveva infatti fatto battezzare per far sì che potesse partire con lui come soldato per la spedizione in Africa. Il battesimo di Teodosio, in seguito al quale Belisario e Antonina lo adottarono, avvenne prima della partenza per l'Africa. Durante la guerra vandalica, Antonina iniziò ad avere rapporti sessuali clandestini con il figlioccio. Durante la loro permanenza a Cartagine, Belisario sorprese i due amanti in una camera sotterranea. Antonina giustificò l'accaduto dicendo che erano scesi per occultare il meglio del bottino in modo da nasconderlo a Giustiniano. Il giovane si rivestì, e Belisario decise di non credere a ciò che aveva appena visto.
Tempo dopo, a Siracusa, Belisario seppe dalla sorvegliante di Antonina, Macedonia, che ella lo tradiva. Una fuga precipitosa in Asia salvò Teodosio dalla giustizia di Belisario, che aveva ordinato a una delle sue guardie di uccidere l'adultero; ma le lacrime di Antonina convinsero il generale della sua innocenza; egli decise di non dare credito ai testimoni dell'adulterio. Antonina ottenne la sua vendetta: Macedonia, insieme ai due testimoni, vennero arrestati e le loro lingue vennero tagliate, i loro corpi vennero fatti a pezzi, e i loro resti vennero gettati nelle acque di Siracusa.
A un certo punto Teodosio decise di ritirarsi in un monastero a Efeso, causando le lacrime di Antonina e di Belisario stesso. In realtà Teodosio risiedeva nel monastero solo quando Belisario era a Costantinopoli; quando il generale partì per la Persia, Teodosio ritornò a casa per soddisfare la libidine di Antonina. Fozio, il figlio legittimo di Antonina, decise di informare il patrigno della relazione tra Antonina e Teodosio. Quando Belisario lo seppe, disse:
(Procopio di Cesarea, Storia Segreta, 4.)
Fozio, una volta partita Antonina in Oriente per raggiungere il marito, si recò quindi a Efeso, catturò Teodosio e lo tenne prigioniero in Cilicia. Nel frattempo Belisario, venuto a conoscenza dell'arrivo di Antonina, si ritirò per raggiungerla e la sottopose a stretta sorveglianza, ma a questo punto intervenne l'imperatrice Teodora che, in apprensione per la moglie del generale, decise di richiamare lei e il marito nella capitale. L'Augusta costrinse il generale a riconciliarsi con l'adultera, e fece torturare numerosi seguaci di Belisario e di Fozio. Quest'ultimo venne sottoposto a tortura per fargli svelare il luogo dov'era stato segregato Teodosio. Allo stremo, Fozio parlò, e Teodosio venne ritrovato e riportato a Costantinopoli. Un giorno Teodora convocò Antonina a palazzo e le mostrò una «perla unica»: Teodosio. Antonina, sopraffatta dalla gioia, ringraziò l'Imperatrice, ma da lì a poco Teodosio morì di dissenteria, privando Antonina del suo amante. Il figliastro di Belisario, Fozio, passò ben tre anni in prigione prima di evadere e trovare rifugio in un monastero.

## Il mito di Belisario

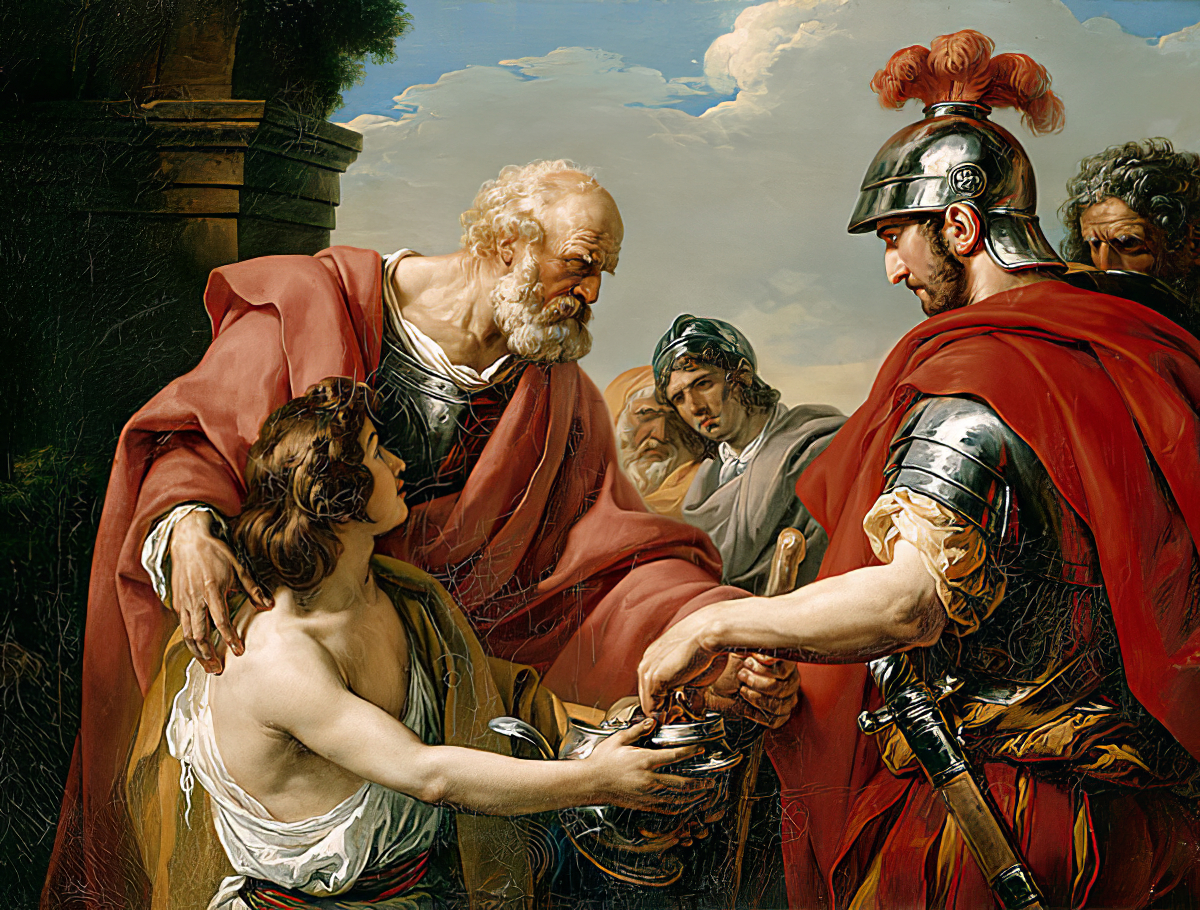
Bélisaire di François-André Vincent, 1776. Belisario, cieco e mendicante, è riconosciuto da uno dei suoi soldati.

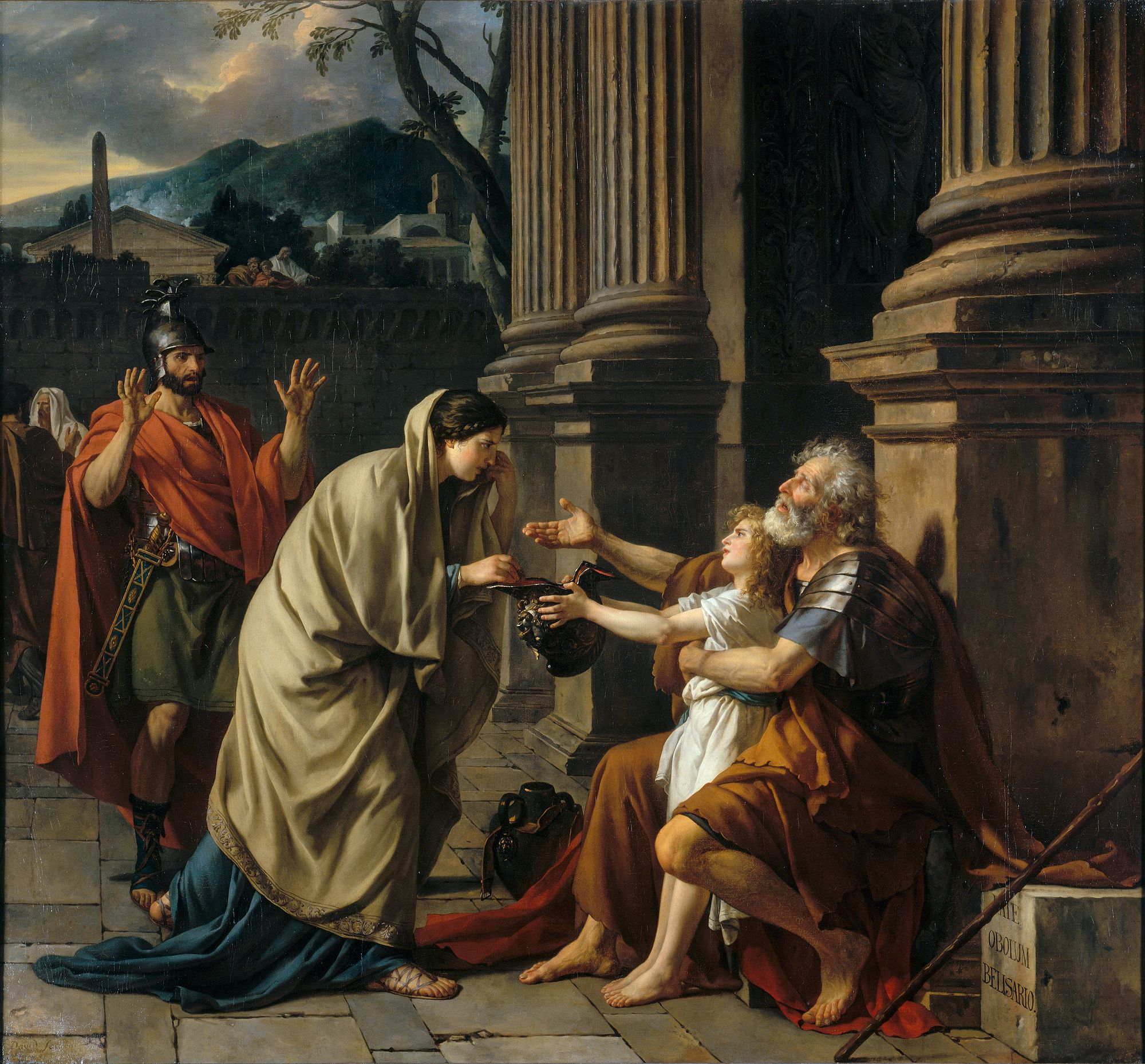
Belisarius, di Jacques-Louis David (1781)

Secondo una leggenda sviluppatasi nel Medioevo, Giustiniano avrebbe ordinato di accecare Belisario riducendolo a un mendicante, condannato a chiedere l'elemosina per le vie di Costantinopoli. La leggenda è attestata per la prima volta in un manoscritto del XII secolo della Patria Constantinopolitana, dove in particolare viene affermato che il generale chiedeva l'elemosina presso il Palazzo di Lauso, e nella III Chiliade delle Βιβλιον ιστορικης del monaco bizantino Giovanni Tzetze, il quale scrive:
(Βιβλιον ιστορικης, Cap. LXXXVIII, vv. 339-348.)
Secondo una variante "italiana" della leggenda, in seguito all'accecamento, Belisario sarebbe stato condannato a chiedere l'elemosina ai viandanti presso la Porta Pinciana di Roma, dicendo «Date obolum Belisario». In memoria di tale tradizione, la suddetta frase fu incisa su una pietra graffita posta alla destra della Porta Pinciana.
Sebbene la maggioranza degli storici moderni abbia smentito la leggenda, essa ispirò numerose opere artistiche e letterarie. Dopo la pubblicazione del racconto Bélisaire (1767) di Jean-François Marmontel la storia della cecità divenne un soggetto popolare per i pittori del XVIII secolo quali Jacques-Louis David (Belisario chiede l'elemosina, 1781) e François Gérard (Belisario, 1795). Divenne uso comune rievocare il nome di Belisario per ricordare (e condannare) l'ingratitudine mostrata da alcuni sovrani nei confronti dei loro servitori.

## Belisario nell'eredità storica culturale
Belisario fu rappresentato in numerosi lavori letterari e artistici prima del XX secolo. Il più antico è la dissertazione storica del suo segretario personale, Procopio, ossia gli Anecdota, più noti come gli Arcana Historia o la Storia segreta. La parte iniziale di tale opera (cap. I-V) è un ampio libello indirizzato sia a Belisario, accusato di essere una persona accecata dall'amore, sia a sua moglie Antonina, accusata di essere infedele e bugiarda.
Belisario non fu dimenticato in Europa occidentale nel corso del Medioevo, venendo citato nel Canto VI del Paradiso di Dante, che ne fa l'esempio perfetto del guerriero di Dio:
cui la destra del ciel fu sì congiunta,

che segno fu ch'i' dovesse posarmi.»
(Dante, Paradiso, VI, 25 - 27)
Il generale riveste un ruolo importante nel poema L'Italia liberata dai Goti del letterato vicentino Gian Giorgio Trissino (1478-1550), che però non riscosse molto successo a livello di critica letteraria, tanto da essere definito «il poema più noioso della letteratura italiana».
In seguito alla diffusione della leggenda dell'accecamento del generale per invidia, nel XIV secolo fu composto il cosiddetto Διήγησις ωραιοτάτη του θαυμαστού εκείνου του λεγομένου Βελισσαρίου (Narrazione bellissima intorno al mirabile uomo di nome Belisario), un componimento in versi redatto in greco demotico in cui venivano narrate in modo fantasioso le sue gesta militari (spesso inventate di sana pianta, come una mai esistita spedizione in Britannia peraltro chiamata anacronisticamente "Inghilterra"), il suo accecamento conseguente alle calunnie mossegli per invidia dai funzionari, e le successive gesta contro i Persiani compiute dal figlio Alessio (mai esistito storicamente); il poema si concludeva con Belisario cieco e mendicante nell'atto di chiedere l'elemosina agli ambasciatori persiani giunti a palazzo per negoziare la pace. Il poema dell'accecamento di Belisario, portato in Europa occidentale dagli intellettuali greci fuggiti in Italia in seguito alla caduta di Costantinopoli del 1453, ispirò numerose altre opere letterarie, quali il romanzo Bélisaire di Jean-François Marmontel (1767), l'opera lirica Belisario di Gaetano Donizetti e la commedia tragicomica Belisario di Carlo Goldoni (1734); quest'ultima però proviene da un canovaccio tragicomico della commedia dell'arte, quindi antecedente alla versione pubblicata dal drammaturgo veneziano. La vicenda di Belisario ispirò inoltre il dramma di John Oldmixon The Life and History of Belisarius: Who Conquer'd Africa and Italy: with an Account of His Disgrace, the Ingratitude of the Romans, and a Parallel Between Him and a Modern Heroe, il dramma del XVIII secolo di William Philips Belisarius (1724) e il poema Belisar di Friedrich de la Motte Fouqué (scritto nel XVII secolo). Queste opere sono incentrate sul tema della caducità delle sorti e dell'ingratitudine del sovrano nei confronti del suo leale generale.

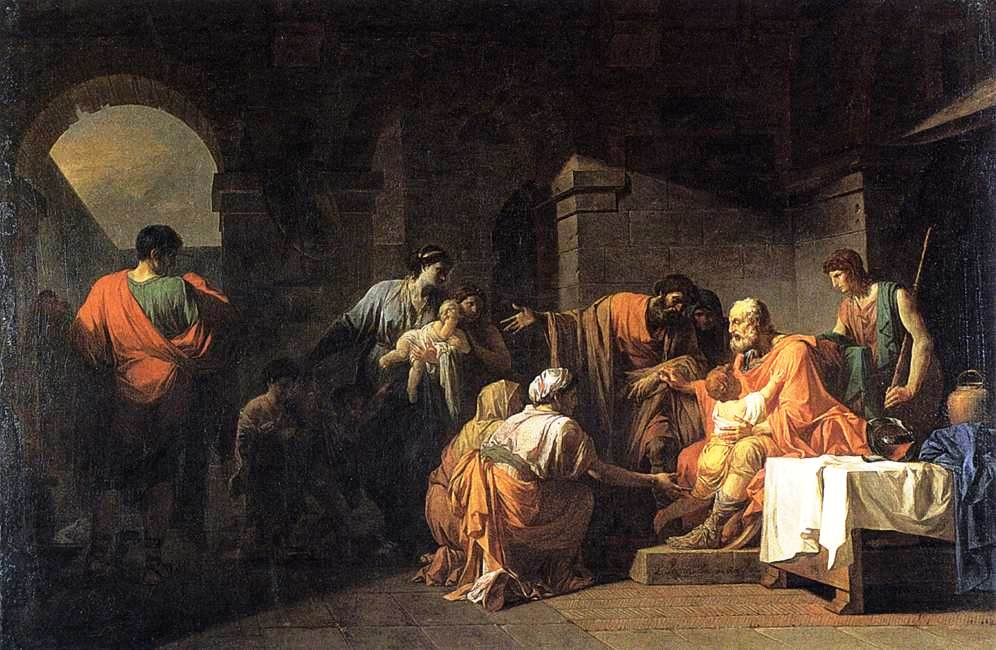
L'emarginato Belisario riceve ospitalità da un contadino, di Jean-François Pierre Peyron

Belisario riveste un ruolo importante nel romanzo storico Ein Kampf um Rom del letterato tedesco Felix Dahn, pubblicato nel 1876; rispetto alla maggior parte delle opere precedenti, che si basano per lo più sulla leggenda dell'accecamento del generale, l'opera si attiene molto più fedelmente a quanto narrato nelle opere di Procopio, concedendosi poche libertà narrative. La vita di Belisario è stato il soggetto del romanzo storico Count Belisarius (1938) dello studioso di argomenti classici Robert Graves. Questo libro, scritto dal punto di vista dell'eunuco Eugenio (servo della moglie del generale) ma basato sulle opere di Procopio, ritrae Belisario come un solitario uomo d'onore in un mondo corrotto, e dipinge a vivide tinte non solo le sue iniziali gesta militari, ma anche gli avvenimenti coloriti e gli eventi del suo tempo (quali la selvaggia politica delle gare di carri nel Circo di Costantinopoli, che regolarmente proseguiva in scontri aperti nelle strade fra i sostenitori delle opposte fazioni, o gli intrighi fra l'imperatore Giustiniano e l'imperatrice Teodora).
Nel XX secolo Belisario ha ispirato finanche alcuni romanzi di fantascienza. Il celebre scrittore di fantascienza Isaac Asimov, che conosceva molto bene la storia romana, inserì nel suo Ciclo della Fondazione il personaggio di Bel Riose, ultimo dei grandi generali dell'Impero galattico, il quale tenta una campagna di riconquista dei territori perduti nella periferia galattica finendo tuttavia incriminato per sospetto tradimento e giustiziato dal suo imperatore Cleon II. Belisario è anche il protagonista della serie di fantascienza Belisarius series, una storia alternativa scritta da Eric Flint e David Drake che si occupa di cosa sarebbe potuto accadere se Belisario (e un rivale) avessero potuto conoscere gli avvenimenti futuri e le relative tecnologie. La serie di romanzi di fantascienza militare di S.M. Stirling e David Drake The General series si ispira alla vita di Belisario. Il generale bizantino ha inoltre un ruolo importante ne L'abisso del passato (titolo originale: Lest Darkness Fall, 1939) di L. Sprague de Camp, un romanzo di "storia possibile" in chiave storico-fantascientifica, in cui il viaggiatore nel tempo Martin Padway tenta di diffondere la scienza moderna e le invenzioni nell'Italia gotica; nel romanzo Belisario diventa generale nell'esercito di Padway e gli assicura il controllo dell'Italia.